# Coupe du monde de football 2010
Mondial 2010
Pour les articles homonymes, voir Mondial 2010 et Coupe du monde 2010.
Navigation
Allemagne 2006 Brésil 2014

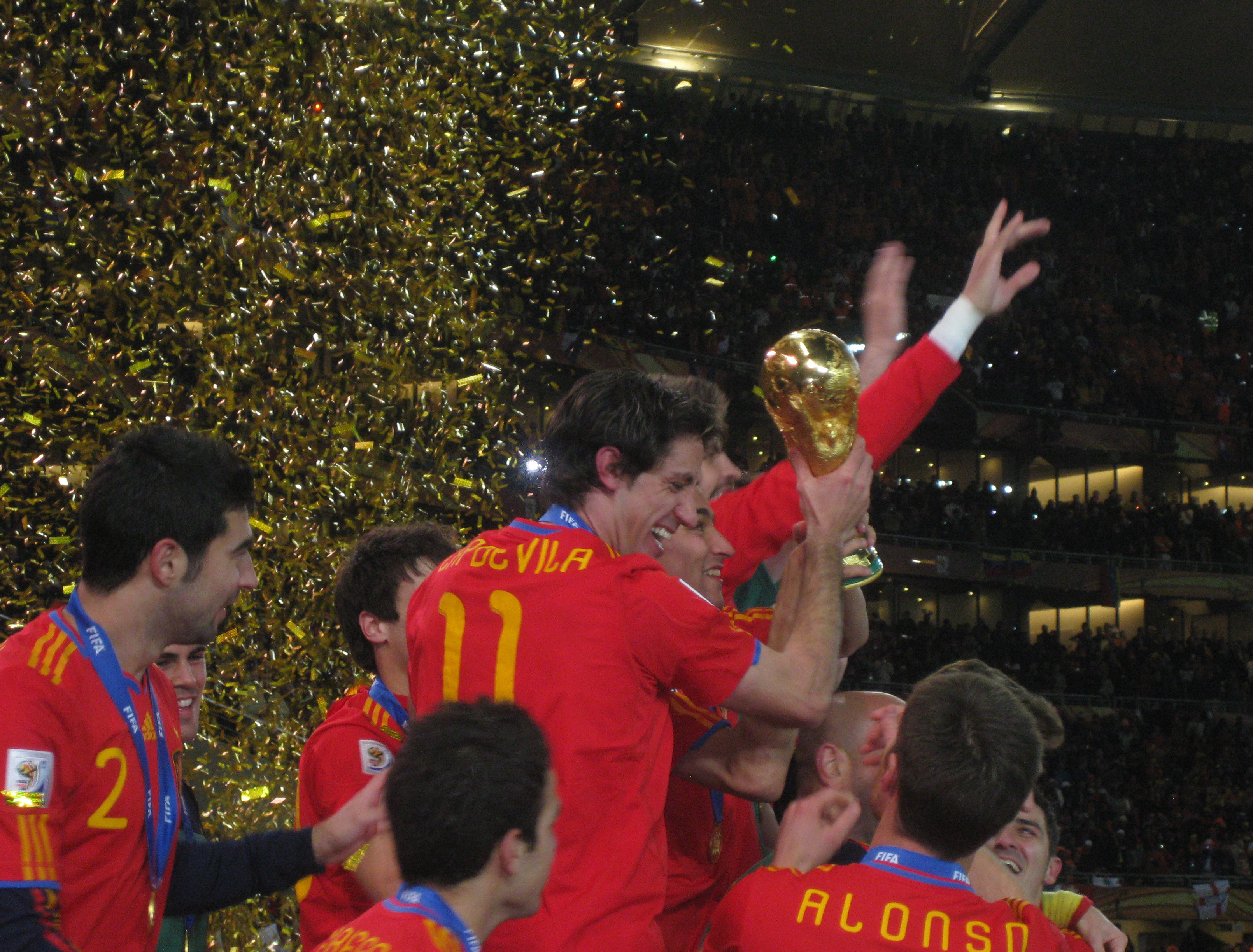
L'Espagne sacrée pour la première fois championne du monde, soulève le trophée.

La Coupe du monde de football 2010 est la dix-neuvième édition de la Coupe du monde de football. Elle s’est déroulée du 11 juin au 11 juillet 2010 en Afrique du Sud et est remportée par l’Espagne.
Il s’agit de la première phase finale de Coupe du monde se disputant sur le sol africain. Le pays organisateur a été choisi en mai 2004. D’août 2007 à novembre 2009, les sélections de 203 pays ou entités politiques participent à une phase de qualification, dans le but de désigner les 31 équipes disputant le tournoi final en compagnie de l’Afrique du Sud, qualifiée d’office en tant que pays organisateur.
Cette Coupe du monde est le théâtre de nombreuses premières, notamment l’élimination dès le premier tour des deux finalistes de l’édition précédente, l’Italie et la France. De plus, l’Afrique du Sud devient le premier pays organisateur de la Coupe du monde à ne pas réussir à passer le premier tour. La France fait par ailleurs la une de la presse mondiale en raison d'une grève de ses joueurs qui marquera son histoire.
C’est également la première fois qu’un pays européen gagne en dehors de son continent. En outre, pour la première fois depuis 12 ans, le vainqueur est inédit : l’Espagne, qui n'avait précédemment figuré qu'une seule fois dans le dernier carré (quatrième en 1950), remporte le titre, battant en finale les Pays-Bas après prolongation 1-0 sur un but d'Andrés Iniesta. La finale en elle-même est aussi inédite, puisque ces deux équipes ne s’étaient jamais rencontrées en Coupe du monde. Les Pays-Bas établissent alors un record de trois finales perdues (1974, 1978, 2010) pour un pays non titré tandis que l’Espagne instaure un record du plus petit nombre de buts marqués par un champion du monde, huit buts, dont cinq par le seul David Villa. Comme l'Allemagne dans un sens en 1972 et 1974, et la France dans l'autre en 1998 et 2000, l'Espagne réalise le doublé Euro-Mondial, s'étant imposée en 2008 sur la scène continentale. Enfin, c’est également la première fois qu'une équipe gagne une Coupe du monde après avoir perdu son premier match. Une équipe a toutefois été invaincue durant cette phase finale, la Nouvelle-Zélande qui, avec trois scores nuls en autant de matchs dans son groupe, n'a pas réussi à franchir le cap du premier tour.

## Préparation de l’événement

### Désignation du pays organisateur

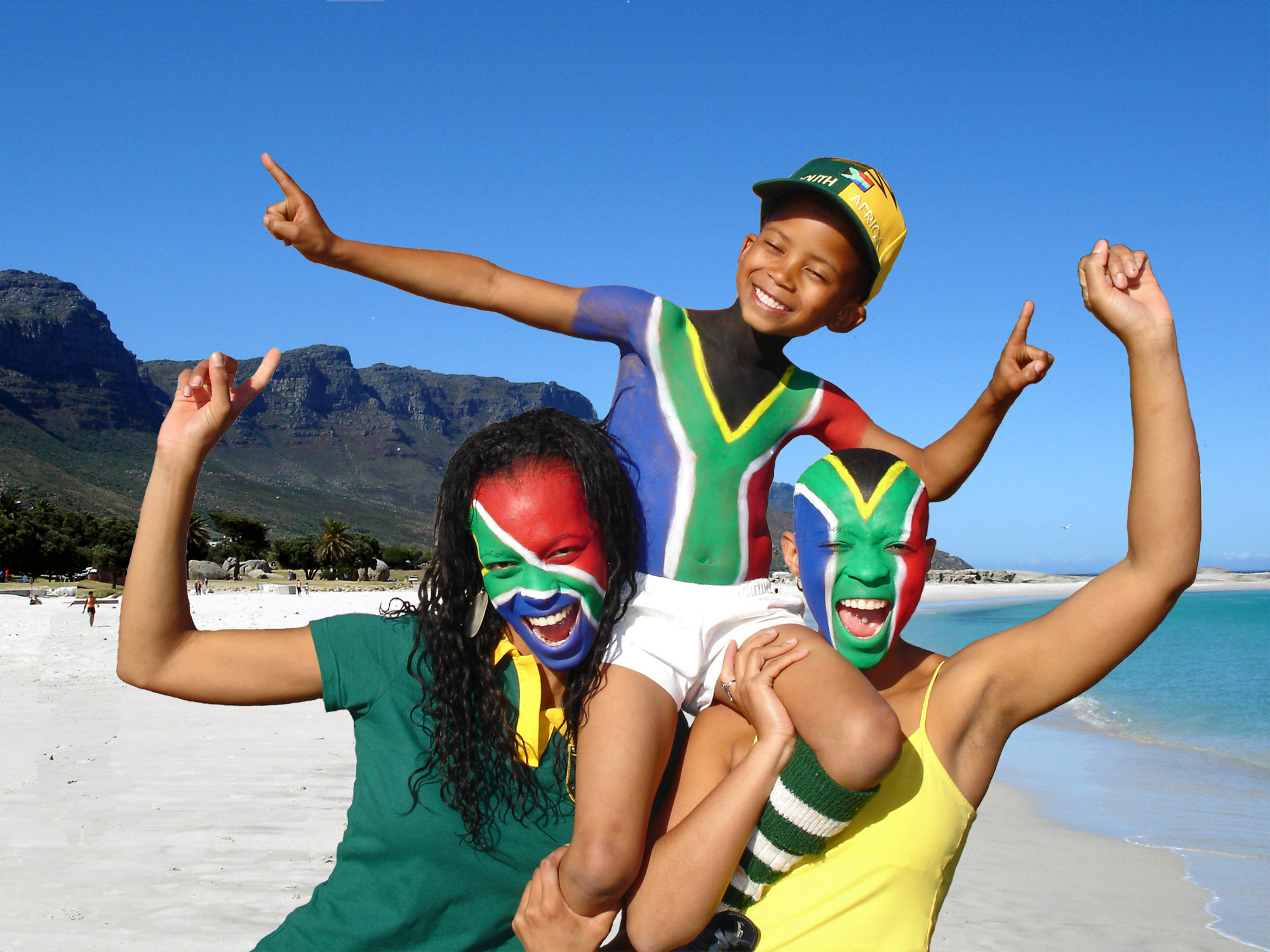
Des supporters célébrant l'attribution de la Coupe du monde en avril 2007 en Afrique du Sud (Le Cap)

Après l'échec de l'Afrique du Sud contre l'Allemagne d'une unique voix en 2006, la FIFA a décidé d'attribuer l'organisation de la compétition à un pays du continent africain. Après le retrait de la Libye et de la Tunisie, le comité exécutif de la FIFA se réunit le 15 mai 2004 à Zurich en Suisse et choisit l'Afrique du Sud par 14 voix contre 10 voix pour le Maroc et 0 voix pour l'Égypte. Nelson Mandela, ancien président sud-africain et prix Nobel de la Paix 1993 déclare alors qu’il se sent « comme un gamin de quinze ans ». C’est Mandela qui a probablement fait pencher la balance en faveur de l’Afrique du Sud. Le 7 juillet 2006 en Allemagne, le logo de la future compétition est dévoilé, représentant un joueur stylisé réalisant une bicyclette avec en arrière-plan une représentation du continent africain.
De 2006 à 2007, des rumeurs circulent selon lesquelles la Coupe du monde 2010 pourrait être transférée dans un autre pays,. Certaines personnes, y compris Franz Beckenbauer, Horst R. Schmidt, et certains cadres de la FIFA, se sont inquiétés de la planification, l'organisation, et le rythme des préparatifs en Afrique du Sud,. Toutefois, les responsables de la FIFA ont à maintes reprises exprimé leur confiance en l'Afrique du Sud comme pays-hôte, et déclaré que l'événement ne serait pas déplacé, le président de la FIFA Sepp Blatter déclarant que « le Plan A ... Plan B ... Plan C est que la Coupe du monde 2010 aura lieu en Afrique du Sud »,. Sepp Blatter assure cependant qu'il existe un plan d'urgence pour organiser la Coupe du monde ailleurs dans le cas d'une catastrophe naturelle, et que la Coupe du monde de football de 2006 en Allemagne eut aussi un plan d'urgence similaire,,.
Malgré les assurances données par la FIFA, les rumeurs continuent à circuler concernant la délocalisation possible de l'événement. Ces rumeurs sont dénoncées par le vice-ministre des finances sud-africain Jabu Moleketi, qui déclare que certains ont pris pour cible l'événement afin de refléter leur négativité persistante à l'encontre de l'Afrique du Sud et de l'Afrique.

### Polémiques
Le 16 mars 2016, la FIFA accuse l'Afrique du Sud d'avoir « acheté sa Coupe du monde » auprès de l'ancienne administration de l'instance. L'attribution de la Coupe du monde à l'Afrique du Sud aurait été influencée selon la FIFA par une affaire de corruption portant sur un montant de 10 millions de dollars US.

### Mascotte

Dessin officiel de Zakumi.

La mascotte officielle de la Coupe du monde 2010 est Zakumi (né le 16 juin 1994), un léopard avec des cheveux verts. Son nom vient de « ZA », code international ISO 3166-1 pour l'Afrique du Sud, et « kumi », un mot qui signifie « dix » dans diverses langues africaines. L'anniversaire de Zakumi coïncide avec la Journée de la jeunesse (Youth Day) en Afrique du Sud, commémorant les émeutes de Soweto. Mais 1994 est aussi l'année des premières élections non raciales en Afrique du Sud. Le principal slogan de la mascotte Zakumi est : « Zakumi's game is Fair-Play » (Le jeu de Zakumi est fair-play). Zakumi, dévoilé à la presse le 22 septembre 2008, est aperçu dans des spots publicitaires lors de la Coupe des confédérations 2009, et bien entendu tout au long de la Coupe du monde.

### Musique officielle
Le titre officiel de la Coupe du monde 2010 est Waka Waka (This Time for Africa) interprété par la chanteuse Shakira et le groupe sud-africain Freshlyground. Ils ont chanté ce titre le 10 juin 2010 lors du concert d'ouverture du mondial dans le stade d'Orlando à Soweto, et l'ont interprété de nouveau durant la cérémonie de clôture qui s'est déroulée le 11 juillet dans le stade Soccer City à Johannesbourg.

### Primes
Le montant total des primes offertes pour le tournoi est de 420 millions de dollars américains, soit 60 % de plus par rapport à l'édition précédente. Avant le tournoi, chaque équipe participante reçoit un million de dollars pour les coûts de préparation. Au total, les équipes éliminées en phase de groupes reçoivent huit millions. La distribution se déroule selon le tableau ci-contre.
À la suite d'un accord passé deux ans plus tôt, la FIFA rétribue les clubs des joueurs participants. Avec 1 600 dollars par jour et par joueur à partir de quinze jours avant le tournoi jusqu'à sa dernière rencontre, pour un montant d'environ 40 millions, il s'agit de la première rétribution de la sorte. Elle fait suite à plusieurs années de lobbying des clubs employeurs cherchant à compenser en justice les pertes issues des blessures contractées en sélection.

### Ballon officiel
Fabriqué par Adidas, le Jabulani (en zoulou, « Être joyeux ») est le ballon officiel de la coupe du monde de football de 2010. Il est présenté le 4 décembre 2009 au Cap. Conçu et développé spécialement pour l'événement, il affiche onze couleurs différentes. Selon la présentation officielle, elles sont censées représenter « les 11 joueurs de chaque équipe, les 11 langues officielles de l’Afrique du Sud et les 11 tribus sud-africaines grâce auxquelles ce pays présente la plus grande diversité ethnique du continent africain ». Les « quatre éléments triangulaires sur fond blanc confèrent au ballon une identité visuelle unique, dans le style africain ».
Ce modèle a fait, au plan qualitatif, l'objet de critiques abondantes, en premier lieu de la part des gardiens ; l'Italien Gianluigi Buffon le trouve « inadapté », le Brésilien Júlio César le compare aux articles « vendus en supermarché » et l'Espagnol Iker Casillas aux « balles de plage ». Enfin, le gardien français Hugo Lloris l'estime être une « catastrophe ». Il favoriserait en effet des trajectoires aléatoires peu propices aux bonnes anticipations. La moyenne de buts par match (2,27) sous les moyennes des coupes précédentes (États-Unis : 2,7 ; France : 2,67 ; Corée-Japon : 2,5 ; Allemagne : 2,3) tend à contredire ces affirmations.
Durant toute la compétition, le ballon s'attirait les foudres des joueurs, des entraîneurs comme des spectateurs ; si sa légèreté jamais vue était censée légèrement favoriser un jeu de passe courtes et les frappes lointaines, l'effet inverse s'est produit, car si ses rebonds incroyablement hauts et irréguliers défavorisaient le jeu long et les transversales, ils défavorisaient aussi les frappes puissantes qui pouvaient prendre des trajectoires défavorables notamment lors des coups francs. De même pour le jeu rapide en une touche de balle, car le ballon nécessitait de par sa légèreté une plus grande habileté et donc un peu plus de temps au moment du contrôle dont les joueurs n'étaient pas habitués ce qui causa par moments un manque de rythme qui ne contribuait pas au jeu en première intention qui a grandement gâché le spectacle. Certains gardiens comme l'Espagnol Iker Casillas réputé comme l'un des meilleurs du monde a même failli se faire surprendre lors d'une passe en retrait par l'effet du ballon qui, selon une étude de la NASA, prend des trajectoires aléatoires à partir de 72 km/h. Le but du Ghanéen Sulley Muntari face à l'Uruguay en est une parfaite illustration.
Le Jo'bulani est la version spécifique de ce ballon qui a été utilisée pour la finale de la coupe du monde 2010. Son nom vient de la contraction entre Johannesburg, également nommé Jo-Bourg (lieu de la finale) et Jabulani (le ballon utilisé lors du reste de la compétition). La différence avec le Jabulani tient aux teintes des bandes qui, au lieu d'adopter un supposé chromatisme « à l'africaine », sont dorées.

### Villes et stades
En 2005, les organisateurs réalisent une liste provisoire de treize enceintes sportives en vue d'être utilisées durant la Coupe du monde situées dans les villes suivantes : Bloemfontein, Durban, Johannesbourg (deux stades), Kimberley, Le Cap, Nelspruit, Orkney, Pietersburg, Port Elizabeth, Pretoria la capitale (deux stades initialement), et Rustenburg. Le 17 mars 2006, la FIFA annonce officiellement les dix stades qui accueillent la compétition, dont la plupart connaissent un retard de construction, contrairement aux délais avancés par le comité d'organisation. Les trois stades non retenus sont situés à Kimberley, Orkney et Pretoria.
| Rustenburg                                                                                         | Pretoria                                                                                                 | Polokwane                                                                                                | Nelspruit                                                      |
| -------------------------------------------------------------------------------------------------- | --- | --- | -------------------------------------------------------------- |
| Royal Bafokeng Stadium Capacité prévue : 44 530 (stade rénové)                                     | Loftus Versfeld Stadium Capacité prévue : 49 365 (stade rénové)                                          | Peter Mokaba Stadium Capacité prévue : 45 264 (stade rénové)                                             | Mbombela Stadium Capacité prévue : 43 589 (nouveau stade)      |
| | | |                                                                |
| Johannesbourg                                                                                      | \| Bloemfontein Durban Johannesburg (2) Le Cap Nelspruit Polokwane Port Elizabeth Pretoria Rustenburg \| | \| Bloemfontein Durban Johannesburg (2) Le Cap Nelspruit Polokwane Port Elizabeth Pretoria Rustenburg \| | Johannesbourg                                                  |
| Soccer City Capacité prévue : 94 700 (stade rénové)                                                | \| Bloemfontein Durban Johannesburg (2) Le Cap Nelspruit Polokwane Port Elizabeth Pretoria Rustenburg \| | \| Bloemfontein Durban Johannesburg (2) Le Cap Nelspruit Polokwane Port Elizabeth Pretoria Rustenburg \| | Ellis Park Stadium Capacité prévue : 62 567 (stade rénové)     |
| | \| Bloemfontein Durban Johannesburg (2) Le Cap Nelspruit Polokwane Port Elizabeth Pretoria Rustenburg \| | \| Bloemfontein Durban Johannesburg (2) Le Cap Nelspruit Polokwane Port Elizabeth Pretoria Rustenburg \| |                                                                |
| Le Cap                                                                                             | Port Elizabeth                                                                                           | Bloemfontein                                                                                             | Durban                                                         |
| Green Point Stadium Capacité prévue : 66 005 (nouveau stade)                                       | Nelson Mandela Bay Stadium Capacité prévue : 46 082 (nouveau stade)                                      | Free State Stadium Capacité prévue : 45 058 (stade rénové)                                               | Moses Mabhida Stadium Capacité prévue : 69 957 (nouveau stade) |
| | | |                                                                |
| Bloemfontein Durban Johannesburg (2) Le Cap Nelspruit Polokwane Port Elizabeth Pretoria Rustenburg | | |                                                                |

### Préparation
Cinq nouveaux stades ont été construits pour le tournoi (trois lieux de matchs et de deux nouveaux terrains d'entrainement), et cinq des sites existants ont été améliorés. Les coûts de construction devraient être de 8.4 milliards ZAR.
En plus des stades construits et mis à niveau, l'Afrique du Sud envisage également d'améliorer ses infrastructures de transport public dans les différentes villes, avec des projets tels que le Gautrain et le nouveau système de Bus Rapid Transit (BRT) intitulé Rea Vaya. Danny Jordaan, le président du comité d'organisation de la Coupe du monde 2010, a dit qu'il attend que tous les stades pour le tournoi soient finis en octobre 2009.
Le pays va également mettre en œuvre des mesures spéciales pour assurer la sûreté et la sécurité des touristes locaux et internationaux fréquentant les matches en conformité avec les exigences standards de la FIFA, y compris une restriction temporaire des opérations de vol dans l'espace aérien entourant les stades.
Une conférence sur le football comme instrument de lutte contre le racisme et la xénophobie, en vue de la Coupe du monde 2010, devait se tenir le 27 mars 2009. Cédant aux pressions de Pékin, l’Afrique du Sud n’attribua pas de visa au dalaï lama invité à cette conférence, entraînant les protestations du ministre de la Santé sud-africain Barbara Hogan et des prix Nobel de la Paix Frederik de Klerk et Desmond Tutu qui devaient aussi participer à cette conférence, finalement reportée sine die.
Le paquebot Queen Elizabeth 2 devrait être acheminé vers le port du Cap à l'occasion de la Coupe du monde de football de 2010, pour être stationné à proximité du Green Point Stadium et du Victoria & Alfred Waterfront comme hôtel flottant
70 000 travailleurs de la construction travaillant sur les nouveaux stades ont arrêté le travail le 8 juillet 2009. La majorité des travailleurs reçoivent 2500 ZAR par mois (environ 224 €), mais les syndicats affirment que certains travailleurs sont nettement sous-payés — certains recevant à peine 40 ZAR (4 €) par semaine. Un porte-parole du Syndicat national des mineurs a déclaré à la SABC que la grève « no work no pay » (« pas de bon salaire, pas de travail ») se poursuivra jusqu'à ce que la FIFA inflige des pénalités sur les organisateurs. D'autres syndicats ont menacé d'une grève jusqu'en 2011. Le comité d'organisation de la Coupe du monde a minimisé la grève et a affirmé être confiant dans la tenue des délais de construction des stades,.

## Acteurs de la Coupe du monde

### Équipes qualifiées
Le tirage au sort des groupes de qualifications pour la Coupe du monde de football de 2010 a eu lieu le 25 novembre 2007 à Durban (Afrique du Sud). 204 nations de 6 confédérations sont inscrites pour 31 places disponibles pour le tournoi final (la 32e place étant attribuée à l'Afrique du Sud, pays organisateur).
Néanmoins pour certaines équipes, le tour préliminaire a débuté avant cette date, les Jeux du Pacifique faisant office de tournoi qualificatif préliminaire pour la zone océanienne.
Plusieurs des matches de qualification furent sujets à polémiques. Lors du match retour de barrage entre la France et la république d'Irlande, le capitaine français Thierry Henry, sans être vu par l'arbitre, pendant la prolongation a touché de la main le ballon dans la phase de jeu qui a mené à l'égalisation de l'équipe de France. Cette égalisation a permis la qualification pour la phase finale face à l'Irlande sans passer par l'épreuve des tirs au but. L'incident a provoqué un large débat sur le fair play. L'Association d'Irlande de football (FAI) a demandé une relecture sur des motifs d'équité, mais cela a été refusé par la FIFA en vertu des lois du jeu, et a demandé par la suite que l'Irlande soit inscrite en tant que nouvel arrivant sans précédent, comme 33e participant à la Coupe du monde, la demande a été ensuite retirée par le FAI, et rejetée par la FIFA comme étant périphérique aux autres pétitions plus substantielles pour le changement dans le football mondial,. Le Costa Rica s'est également plaint du but vainqueur de l'Uruguay au match barrage AmNord - AmSud, pour cause de hors-jeu non sifflé.
Durant la rencontre comptant comme 6e et dernière journée de 3e tour des phases éliminatoires en Afrique, et celle comptant comme match d'appui, Égypte-Algérie, plusieurs incidents avec le bus de l'équipe algérienne qui a été caillassé à l'arrivée des joueurs au Caire. De leur côté, les supporters égyptiens affirment que les Algériens leur ont tendu une embuscade à Khartoum. Les médias des deux pays en ont fait une affaire d'État, et les rapports diplomatiques entre les deux pays ont été gravement touchés.
Le 2 décembre, la FIFA a convoqué une réunion générale extraordinaire du Comité exécutif. L'épisode Égypte-Algérie a été attribué à un sous-comité pour complément d'enquête. La FIFA a annoncé qu'ils mettraient en place une enquête sur la technologie et des fonctionnaires supplémentaires dans le jeu, mais ils n'ont pas annoncé une décision (largement attendue) de l'introduction accélérée des arbitres de ligne de but, étant déjà expérimentée dans la Ligue Europa. Sur la question de fair play, le président de la FIFA Sepp Blatter, a déclaré :
« Je lance un appel à tous les joueurs et les entraîneurs à observer ce fair-play. En 2010, nous voulons prouver que le football est plus que taper juste une balle, mais a une valeur sociale et culturelle ... Donc, nous demandons aux joueurs s'il vous plaît de respecter le fair-play pour qu'ils soient un exemple pour le reste du monde. »
| Carte                                          | Europe (UEFA) 13 places | Amérique du Sud (CONMEBOL) 5 places                                                                                                  | Afrique (CAF) 6 places dont une au pays hôte |
| ---------------------------------------------- | --- | --- | --- |
| Équipes qualifiées pour la Coupe du monde 2010 | Allemagne : 17e phase finale Italie T : 17e phase finale Angleterre : 13e phase finale Espagne : 13e phase finale France : 13e phase finale Pays-Bas : 9e phase finale Suisse : 9e phase finale Portugal : 5e phase finale Danemark : 4e phase finale Grèce : 2e phase finale Slovénie : 2e phase finale Serbie : 1re phase finale Slovaquie : 1re phase finale | Brésil : 19e phase finale Argentine : 15e phase finale Uruguay : 11e phase finale Chili : 8e phase finale Paraguay : 8e phase finale | Afrique du Sud PO : 3e phase finale Cameroun : 6e phase finale Nigeria : 4e phase finale Algérie : 3e phase finale Ghana : 2e phase finale Côte d'Ivoire : 2e phase finale |
| Océanie (OFC) 1 place                          | Allemagne : 17e phase finale Italie T : 17e phase finale Angleterre : 13e phase finale Espagne : 13e phase finale France : 13e phase finale Pays-Bas : 9e phase finale Suisse : 9e phase finale Portugal : 5e phase finale Danemark : 4e phase finale Grèce : 2e phase finale Slovénie : 2e phase finale Serbie : 1re phase finale Slovaquie : 1re phase finale | Amérique du Nord, Centrale et Caraïbes (CONCACAF) 3 places                                                                           | Asie (AFC) 4 places |
| Nouvelle-Zélande : 2e phase finale             | Allemagne : 17e phase finale Italie T : 17e phase finale Angleterre : 13e phase finale Espagne : 13e phase finale France : 13e phase finale Pays-Bas : 9e phase finale Suisse : 9e phase finale Portugal : 5e phase finale Danemark : 4e phase finale Grèce : 2e phase finale Slovénie : 2e phase finale Serbie : 1re phase finale Slovaquie : 1re phase finale | Mexique : 14e phase finale États-Unis : 9e phase finale Honduras : 2e phase finale                                                   | Corée du Sud : 8e phase finale Japon : 4e phase finale Australie : 3e phase finale Corée du Nord : 2e phase finale                                                         |

### Arbitres
Ci-dessous, la liste des 29 arbitres retenus pour le Mondial, répartie sur les six principales confédérations de football, en attendant la convocation officielle de la FIFA
| UEFA : | CONMEBOL :                                                                                    | CONCACAF :                                                                       | CAF :                                           |
| --- | --------------------------------------------------------------------------------------------- | -------------------------------------------------------------------------------- | ----------------------------------------------- |
| - Frank De Bleeckere - Stéphane Lannoy - Wolfgang Stark - Howard Webb - Viktor Kassai - Roberto Rosetti - Olegário Benquerença - Alberto Undiano Mallenco - Martin Hansson - Massimo Busacca | - Héctor Baldassi - Carlos Simon - Pablo Pozo - Óscar Ruiz - Jorge Larrionda - Martin Vázquez | - Joel Aguilar - Carlos Batres - Benito Archundia - Marco Rodríguez              | - Jerome Damon - Koman Coulibaly - Eddy Maillet |
| - Frank De Bleeckere - Stéphane Lannoy - Wolfgang Stark - Howard Webb - Viktor Kassai - Roberto Rosetti - Olegário Benquerença - Alberto Undiano Mallenco - Martin Hansson - Massimo Busacca | - Héctor Baldassi - Carlos Simon - Pablo Pozo - Óscar Ruiz - Jorge Larrionda - Martin Vázquez | AFC :                                                                            | OFC :                                           |
| - Frank De Bleeckere - Stéphane Lannoy - Wolfgang Stark - Howard Webb - Viktor Kassai - Roberto Rosetti - Olegário Benquerença - Alberto Undiano Mallenco - Martin Hansson - Massimo Busacca | - Héctor Baldassi - Carlos Simon - Pablo Pozo - Óscar Ruiz - Jorge Larrionda - Martin Vázquez | - Khalil Al Ghamdi - Yuichi Nishimura - Subkhiddin Mohd Salleh - Ravshan Irmatov | - Michael Hester - Peter O'Leary                |

### Joueurs
| Joueurs | Clubs                                            |
| ------- | ------------------------------------------------ |
| 15      | FC Barcelone                                     |
| 14      | Chelsea                                          |
| 12      | Liverpool                                        |
| 11      | Bayern Munich                                    |
| 10      | Real Madrid, Arsenal, Inter Milan, Panathinaïkos |

La FIFA a imposé aux sélectionneurs de dévoiler une première liste de 30 joueurs avant le 1er juin. La sélection définitive des 23 joueurs qui disputeront le Mondial en Afrique du Sud est présentée à la FIFA le 5 juin.
Dans l'article ci-dessus, les listes des 32 sélections.

## Tirage au sort

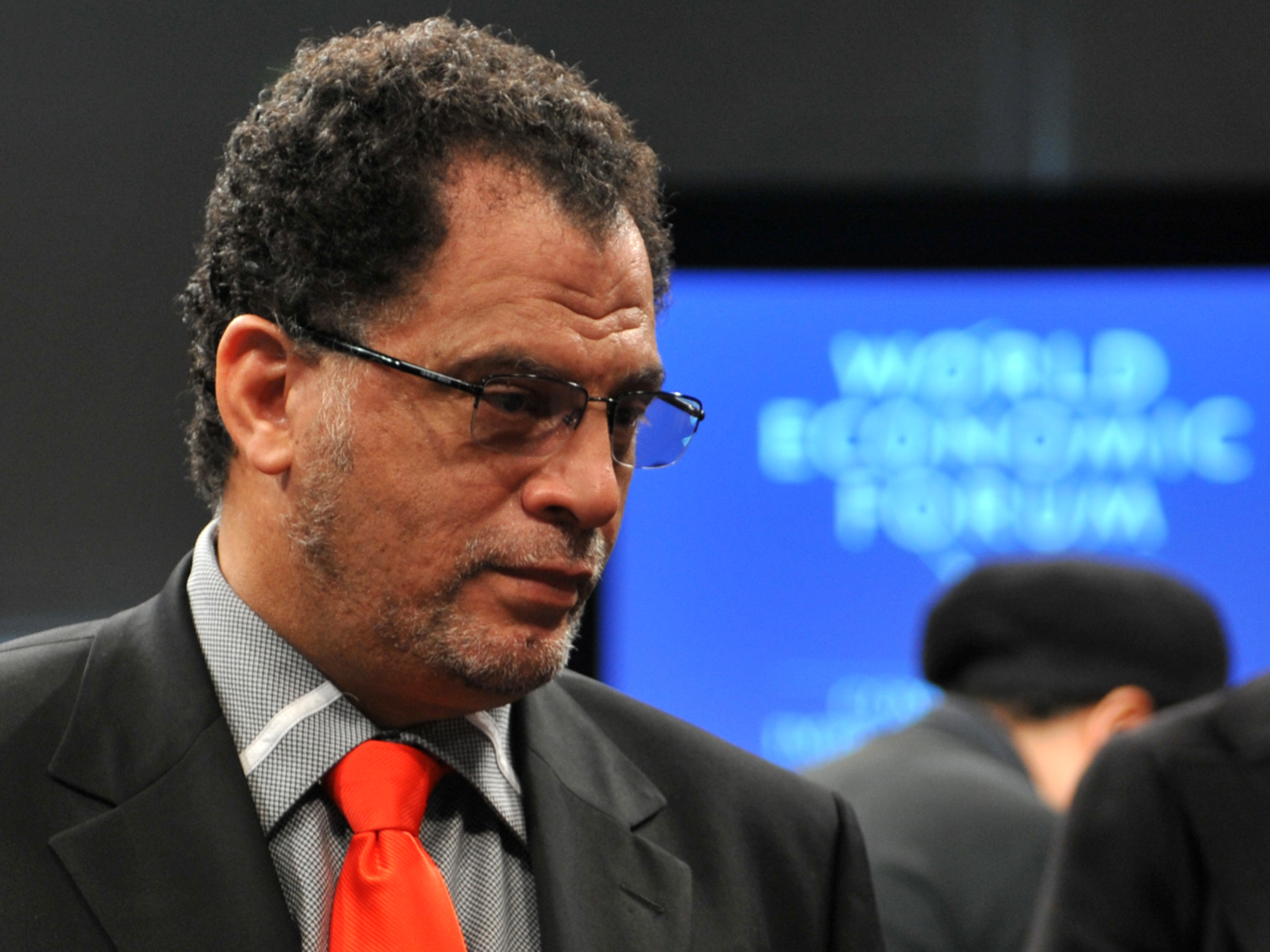
Danny Jordan

Le mercredi 2 décembre 2009, soit deux jours avant le tirage, la FIFA publie la liste des chapeaux utilisés pour le tirage au sort, ainsi que les règles de désignation de ceux-ci.
Un groupe est formé d'une équipe de chaque chapeau. Les têtes de séries sont dans le premier chapeau. Les autres chapeaux sont composés selon des critères géographiques pour respecter la limite par groupe à deux nations européennes et à une pour les autres continents. C'est pour cela que le chapeau 3 fut tiré de façon à éviter la rencontre d'une nation africaine avec l'Afrique du Sud, une sud-américaine avec le Brésil ou l'Argentine.
Les têtes de série se composent de l'Afrique du Sud, pays organisateur, et des sept premières équipes du dernier classement FIFA en date (octobre 2009) avant les barrages de novembre 2009.
| Chapeau 1 | Chapeau 2                                                                               | Chapeau 3                                                           | Chapeau 4                                                       |
| --- | --------------------------------------------------------------------------------------- | ------------------------------------------------------------------- | --------------------------------------------------------------- |
| Afrique du Sud (pays hôte) Brésil (1) Espagne (2) Pays-Bas (3) Italie (4) Allemagne (5) Argentine (6) Angleterre (7) | Australie Japon Corée du Sud Corée du Nord Honduras Mexique États-Unis Nouvelle-Zélande | Algérie Cameroun Côte d'Ivoire Ghana Nigeria Chili Paraguay Uruguay | Danemark France Grèce Portugal Serbie Slovaquie Slovénie Suisse |

Lors de la cérémonie protocolaire précédant le tirage au sort, un message vidéo de Nelson Mandela a été diffusé. Le tirage au sort des groupes de la phase finale a eu lieu le 4 décembre 2009 au Cap. Il a été effectué par l'actrice sud-africaine Charlize Theron et des figures du monde du sport comme David Beckham et Haile Gebreselassie.
Lors du tirage au sort de la France pendant la répétition de la cérémonie de répartition des poules, l'actrice Charlize Theron a annoncé l'Irlande. Elle fit ainsi référence à l'élimination de cette dernière sur un but entaché d'une main de Thierry Henry.
| Groupe A            | Groupe B              | Groupe C            | Groupe D       |
| ------------------- | --------------------- | ------------------- | -------------- |
| Afrique du Sud (83) | Argentine (7)         | Angleterre (8)      | Allemagne (6)  |
| Mexique (17)        | Nigeria (21)          | États-Unis (14)     | Australie (20) |
| Uruguay (16)        | Corée du Sud (47)     | Algérie (30)        | Serbie (15)    |
| France (9)          | Grèce (13)            | Slovénie (25)       | Ghana (32)     |
| Groupe E            | Groupe F              | Groupe G            | Groupe H       |
| Pays-Bas (4)        | Italie (5)            | Brésil (1)          | Espagne (2)    |
| Danemark (36)       | Paraguay (31)         | Corée du Nord (105) | Suisse (24)    |
| Japon (45)          | Nouvelle-Zélande (78) | Côte d'Ivoire (27)  | Honduras (38)  |
| Cameroun (19)       | Slovaquie (34)        | Portugal (3)        | Chili (18)     |

## Déroulement de la phase finale
Les rencontres du tournoi se disputent selon les lois du jeu, qui sont les règles du football définies par l'International Football Association Board (IFAB).

### Cérémonie d'ouverture
La cérémonie d'ouverture a eu lieu le 11 juin 2010, deux heures avant le match d'ouverture Afrique du Sud - Mexique au Soccer City à Johannesbourg en l'absence de Nelson Mandela après la mort de son arrière petite fille Zenani, âgée de 13 ans, dans un accident de la route après avoir assisté au concert organisé à Soweto à la veille de la cérémonie.

### Premier tour
Il s'agit du même format que celui utilisé depuis 1998. Les trente-deux équipes sont réparties en huit groupes de quatre. Chacune affronte les trois autres de son groupe. À l'issue de la dernière journée, les deux premiers de chaque groupe sont qualifiés pour les huitièmes de finale.
Le système suivant d'attribution de points est appliqué :
3 points pour un match gagné ; 1 point pour un match nul ; 0 point pour un match perdu.
Dans un groupe, lorsque des équipes se retrouvent à égalité de points, elles sont classées et départagées suivant :
1. la meilleure différence de buts ;
2. le plus grand nombre de buts marqués ;
3. le plus grand nombre de points obtenus dans les matchs entre équipes concernées ;
4. la meilleure différence de buts dans les matchs entre équipes concernées ;
5. le plus grand nombre de buts marqués dans les matchs entre équipes concernées ;

Si, à l'issue de la dernière journée, le départage des équipes à égalité dans un groupe est impossible suivant les critères ci-dessus et qu'une place qualificative ou le placement dans le tableau final est en jeu, alors un tirage au sort est effectué.

#### Groupe A

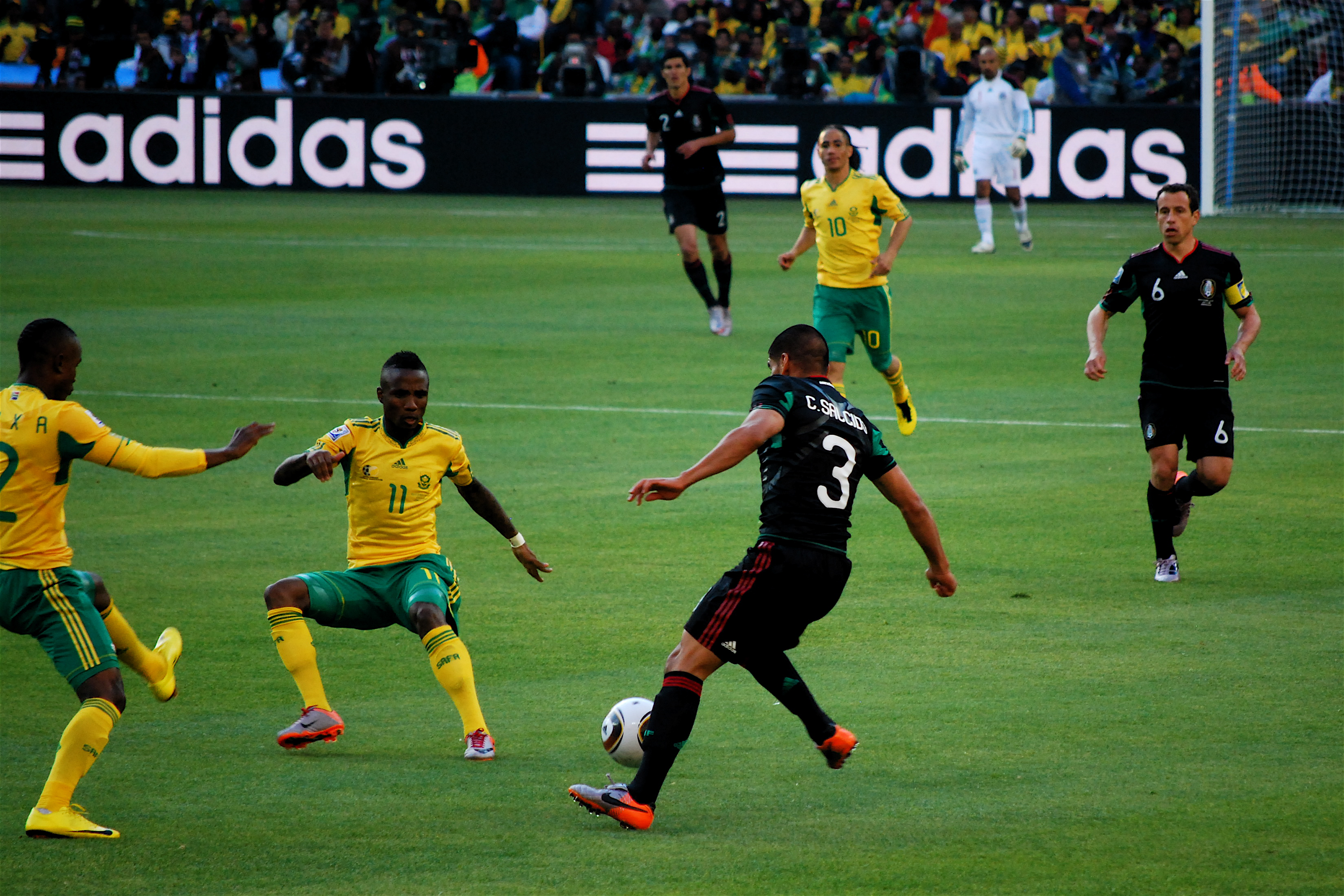
Match d'ouverture Afrique du Sud-Mexique.

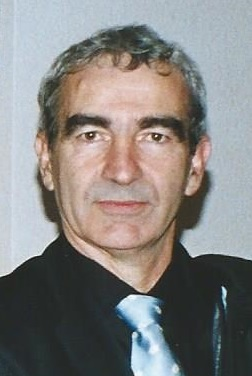
Raymond Domenech, sélectionneur de l'Équipe de France de football.

La première journée du Groupe A est ponctuée de matchs nuls : 1-1 entre l'Afrique du Sud et le Mexique lors du match d'ouverture, puis 0-0 entre la France et l'Uruguay. Lors de la deuxième journée, les équipes américaines s'imposent : 2-0 pour le Mexique contre la France, 3-0 pour l'Uruguay face au pays hôte. Lors de la dernière journée, l'Afrique du Sud bat la France 2-1 mais cela ne suffit pas : malgré la défaite du Mexique 1-0 contre l'Uruguay, les Bafana Bafana sont éliminés à la différence de buts, et deviennent ainsi le premier pays organisateur éliminé au premier tour. Quant à la France, elle quitte le tournoi dernière de son groupe, avec un point et un seul but marqué. La France a traversé beaucoup de crises durant ce mondial, notamment avec l'affaire Nicolas Anelka et la grève des joueurs durant un entraînement.
|   | Équipe         | Pts | J | G | N | P | BP | BC | Diff |
| 1 | Uruguay        | 7   | 3 | 2 | 1 | 0 | 4  | 0  | +4   |
| 2 | Mexique        | 4   | 3 | 1 | 1 | 1 | 3  | 2  | +1   |
| 3 | Afrique du Sud | 4   | 3 | 1 | 1 | 1 | 3  | 5  | -2   |
| 4 | France         | 1   | 3 | 0 | 1 | 2 | 1  | 4  | -3   |

1re journée
| Match 1 (match d'ouverture)                                  | Afrique du Sud | 1 - 1   | Mexique                 | Soccer City, Johannesbourg                       |                                                  |
| 11 juin 2010 · 16 h heure locale · Historique des rencontres |                | (0 - 0) | 79e Márquez (Guardado ) | Spectateurs : 84 490 Arbitrage : Ravshan Irmatov | Spectateurs : 84 490 Arbitrage : Ravshan Irmatov |
| 11 juin 2010 · 16 h heure locale · Historique des rencontres | Rapport        |         |                         | Spectateurs : 84 490 Arbitrage : Ravshan Irmatov | Spectateurs : 84 490 Arbitrage : Ravshan Irmatov |

| Match 2                                                         | Uruguay | 0 - 0   | France | Cape Town Stadium, Le Cap                         |                                                   |
| 11 juin 2010 · 20 h 30 heure locale · Historique des rencontres |         | (0 - 0) |        | Spectateurs : 64 100 Arbitrage : Yūichi Nishimura | Spectateurs : 64 100 Arbitrage : Yūichi Nishimura |
| 11 juin 2010 · 20 h 30 heure locale · Historique des rencontres | Rapport |         |        | Spectateurs : 64 100 Arbitrage : Yūichi Nishimura | Spectateurs : 64 100 Arbitrage : Yūichi Nishimura |

2e journée
| Match 17                                                        | Afrique du Sud | 0 - 3   | Uruguay                                                           | Loftus Versfeld Stadium, Pretoria                |                                                  |
| 16 juin 2010 · 20 h 30 heure locale · Historique des rencontres |                | (0 - 1) | 24e Forlán (Pérez ) · 80e (pen.) Forlán · 90+5e Pereira (Suárez ) | Spectateurs : 42 658 Arbitrage : Massimo Busacca | Spectateurs : 42 658 Arbitrage : Massimo Busacca |
| 16 juin 2010 · 20 h 30 heure locale · Historique des rencontres | Rapport        |         |                                                                   | Spectateurs : 42 658 Arbitrage : Massimo Busacca | Spectateurs : 42 658 Arbitrage : Massimo Busacca |

| Match 18                                                        | France  | 0 - 2   | Mexique                           | Stade Peter-Mokaba, Polokwane                     |                                                   |
| 11 juin 2010 · 20 h 30 heure locale · Historique des rencontres |         | (0 - 0) | 64e Hernández · 79e (pen.) Blanco | Spectateurs : 35 370 Arbitrage : Khalil Al Ghamdi | Spectateurs : 35 370 Arbitrage : Khalil Al Ghamdi |
| 11 juin 2010 · 20 h 30 heure locale · Historique des rencontres | Rapport |         |                                   | Spectateurs : 35 370 Arbitrage : Khalil Al Ghamdi | Spectateurs : 35 370 Arbitrage : Khalil Al Ghamdi |

3e journée
| Match 33                                                     | Mexique | 0 - 1   | Uruguay              | Stade Royal Bafokeng, Rustenburg               |                                                |
| 22 juin 2010 · 16 h heure locale · Historique des rencontres |         | (0 - 1) | 43e Suárez (Cavani ) | Spectateurs : 33 425 Arbitrage : Viktor Kassai | Spectateurs : 33 425 Arbitrage : Viktor Kassai |
| 22 juin 2010 · 16 h heure locale · Historique des rencontres | Rapport |         |                      | Spectateurs : 33 425 Arbitrage : Viktor Kassai | Spectateurs : 33 425 Arbitrage : Viktor Kassai |

| Match 34                                                     | France                | 1 - 2   | Afrique du Sud                         | Free State Stadium, Bloemfontein            |                                             |
| 22 juin 2010 · 16 h heure locale · Historique des rencontres | ( Ribéry) Malouda 70e | (0 - 2) | 20e Khumalo (Tshabalala ) · 37e Mphela | Spectateurs : 39 415 Arbitrage : Óscar Ruiz | Spectateurs : 39 415 Arbitrage : Óscar Ruiz |
| 22 juin 2010 · 16 h heure locale · Historique des rencontres | Rapport               |         |                                        | Spectateurs : 39 415 Arbitrage : Óscar Ruiz | Spectateurs : 39 415 Arbitrage : Óscar Ruiz |

#### Groupe B

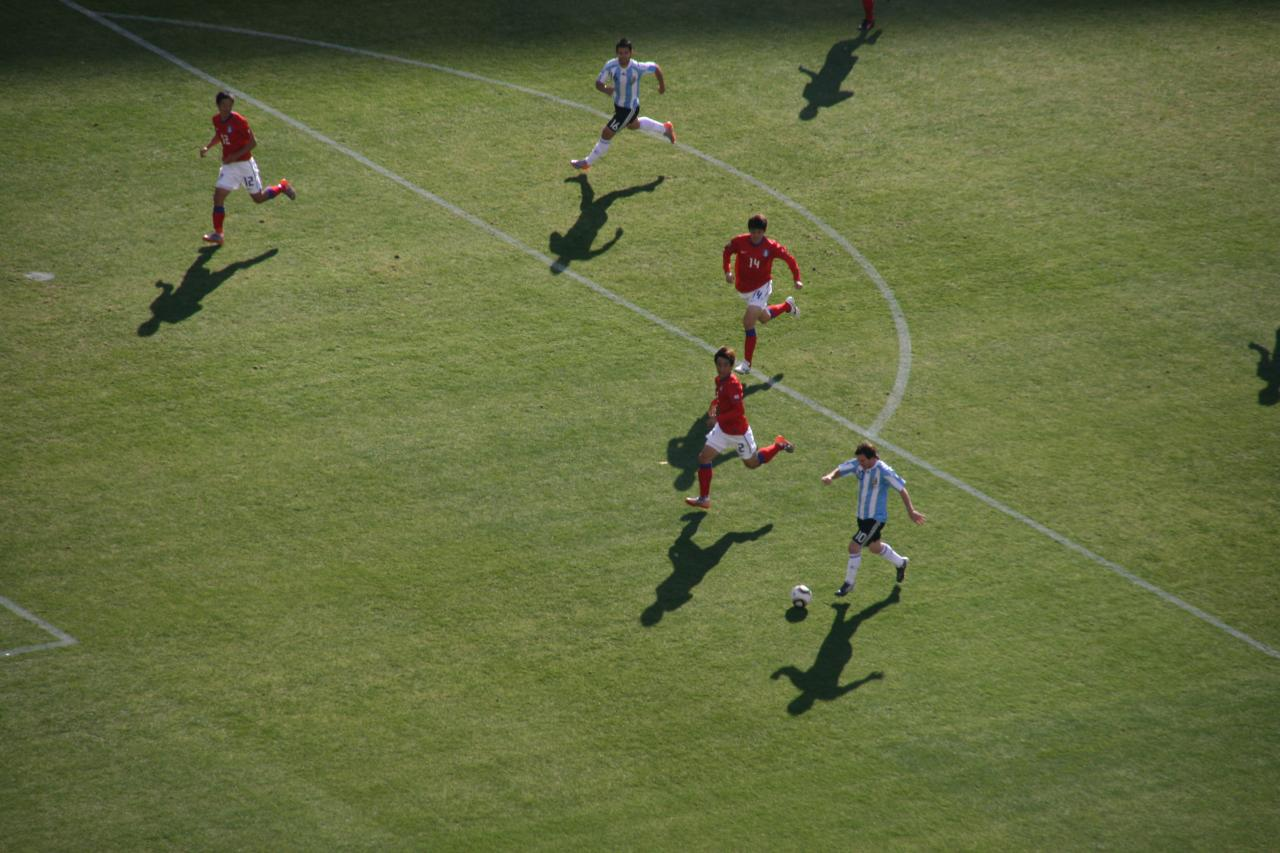
Rencontre Argentine-Corée du Sud.

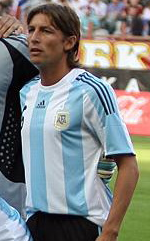
Gabriel Heinze, défenseur argentin.

La première journée voit la Corée du Sud l'emporter sur la Grèce sur le score de 2-0, tandis que l'Argentine s'impose sur la plus petite marge face au Nigeria, 1-0. Cette équipe d'Argentine bat lourdement la Corée du Sud, par 3 buts d'écart (4-1), lors de la deuxième journée. Dans le même temps, la Grèce s'impose face au Nigeria sur le score de 2-1. Lors de la dernière journée, l'Argentine signe une troisième victoire face à la Grèce sur le score de 2-0, alors que la Corée du Sud et le Nigeria se neutralisent (2-2). L'Argentine finit à la première place du groupe avec 9 points et se qualifie donc pour les huitièmes de finale, de même que la Corée du Sud qui obtient la deuxième place avec 4 points.
|   | Équipe       | Pts | J | G | N | P | BP | BC | Diff |
| 1 | Argentine    | 9   | 3 | 3 | 0 | 0 | 7  | 1  | +6   |
| 2 | Corée du Sud | 4   | 3 | 1 | 1 | 1 | 5  | 6  | -1   |
| 3 | Grèce        | 3   | 3 | 1 | 0 | 2 | 2  | 5  | -3   |
| 4 | Nigeria      | 1   | 3 | 0 | 1 | 2 | 3  | 5  | -2   |

1re journée
| Match 3                                                         | Corée du Sud            | 2 - 0   | Grèce | Stade de Nelson Mandela Bay, Port Elizabeth     |                                                 |
| 12 juin 2010 · 13 h 30 heure locale · Historique des rencontres | ( Ki) Lee 7e · Park 52e | (1 - 0) |       | Spectateurs : 31 513 Arbitrage : Michael Hester | Spectateurs : 31 513 Arbitrage : Michael Hester |
| 12 juin 2010 · 13 h 30 heure locale · Historique des rencontres | Rapport                 |         |       | Spectateurs : 31 513 Arbitrage : Michael Hester | Spectateurs : 31 513 Arbitrage : Michael Hester |

| Match 4                                                      | Argentine          | 1 - 0   | Nigeria | Stade Ellis Park, Johannesbourg                 |                                                 |
| 12 juin 2010 · 16 h heure locale · Historique des rencontres | ( Verón) Heinze 6e | (1 - 0) |         | Spectateurs : 55 686 Arbitrage : Wolfgang Stark | Spectateurs : 55 686 Arbitrage : Wolfgang Stark |
| 12 juin 2010 · 16 h heure locale · Historique des rencontres | Rapport            |         |         | Spectateurs : 55 686 Arbitrage : Wolfgang Stark | Spectateurs : 55 686 Arbitrage : Wolfgang Stark |

2e journée
| Match 19                                                        | Argentine                                                                      | 4 - 1   | Corée du Sud | Soccer City, Johannesbourg                          |                                                     |
| 17 juin 2010 · 13 h 30 heure locale · Historique des rencontres | Park 17e (csc) · ( Burdisso) Higuaín 33e · Higuaín 76e · ( Agüero) Higuaín 80e | (2 - 1) | 45+1e Lee    | Spectateurs : 82 174 Arbitrage : Frank De Bleeckere | Spectateurs : 82 174 Arbitrage : Frank De Bleeckere |
| 17 juin 2010 · 13 h 30 heure locale · Historique des rencontres | Rapport                                                                        |         |              | Spectateurs : 82 174 Arbitrage : Frank De Bleeckere | Spectateurs : 82 174 Arbitrage : Frank De Bleeckere |

| Match 20                                                     | Grèce                                          | 2 - 1   | Nigeria  | Stade Free State, Bloemfontein              |                                             |
| 17 juin 2010 · 16 h heure locale · Historique des rencontres | ( Katsouránis) Salpingídis 44e · Torosídis 71e | (1 - 1) | 16e Uche | Spectateurs : 31 593 Arbitrage : Óscar Ruiz | Spectateurs : 31 593 Arbitrage : Óscar Ruiz |
| 17 juin 2010 · 16 h heure locale · Historique des rencontres | Rapport                                        |         |          | Spectateurs : 31 593 Arbitrage : Óscar Ruiz | Spectateurs : 31 593 Arbitrage : Óscar Ruiz |

3e journée
| Match 35                                                        | Nigeria                               | 2 - 2   | Corée du Sud             | Stade Moses-Mabhida, Durban                           |                                                       |
| 22 juin 2010 · 20 h 30 heure locale · Historique des rencontres | ( Odiah) Uche 12e · Yakubu 69e (pen.) | (1 - 1) | 38e Lee (Ki ) · 49e Park | Spectateurs : 61 874 Arbitrage : Olegário Benquerença | Spectateurs : 61 874 Arbitrage : Olegário Benquerença |
| 22 juin 2010 · 20 h 30 heure locale · Historique des rencontres | Rapport                               |         |                          | Spectateurs : 61 874 Arbitrage : Olegário Benquerença | Spectateurs : 61 874 Arbitrage : Olegário Benquerença |

| Match 36                                                        | Grèce   | 0 - 2   | Argentine                              | Stade Peter-Mokaba, Polokwane                    |                                                  |
| 22 juin 2010 · 20 h 30 heure locale · Historique des rencontres |         | (0 - 0) | 77e Demichelis (Milito ) · 89e Palermo | Spectateurs : 38 891 Arbitrage : Ravshan Irmatov | Spectateurs : 38 891 Arbitrage : Ravshan Irmatov |
| 22 juin 2010 · 20 h 30 heure locale · Historique des rencontres | Rapport |         |                                        | Spectateurs : 38 891 Arbitrage : Ravshan Irmatov | Spectateurs : 38 891 Arbitrage : Ravshan Irmatov |

#### Groupe C

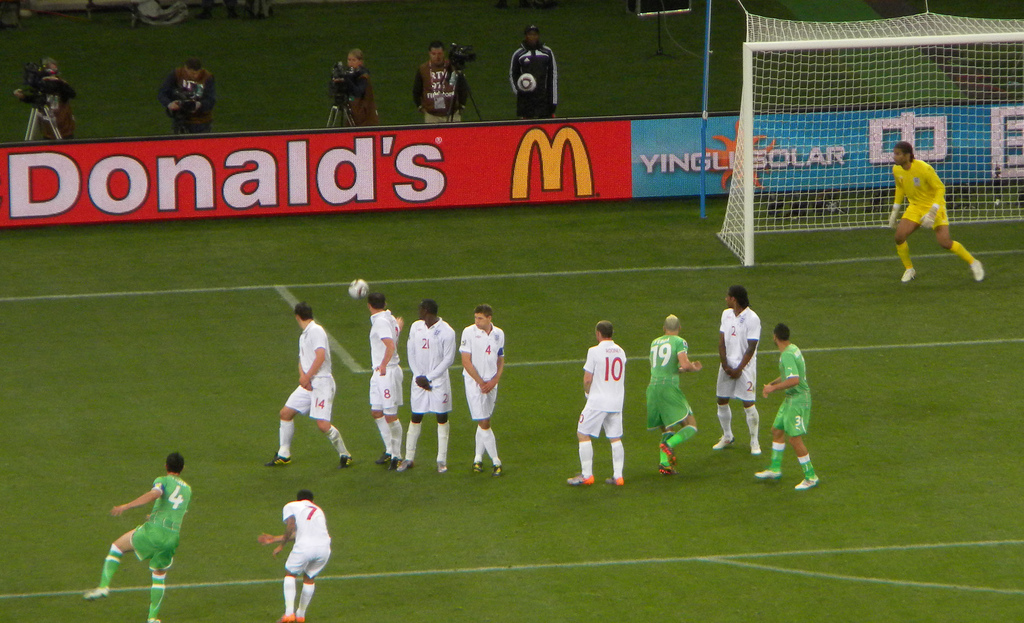
Rencontre Angleterre-Algérie.

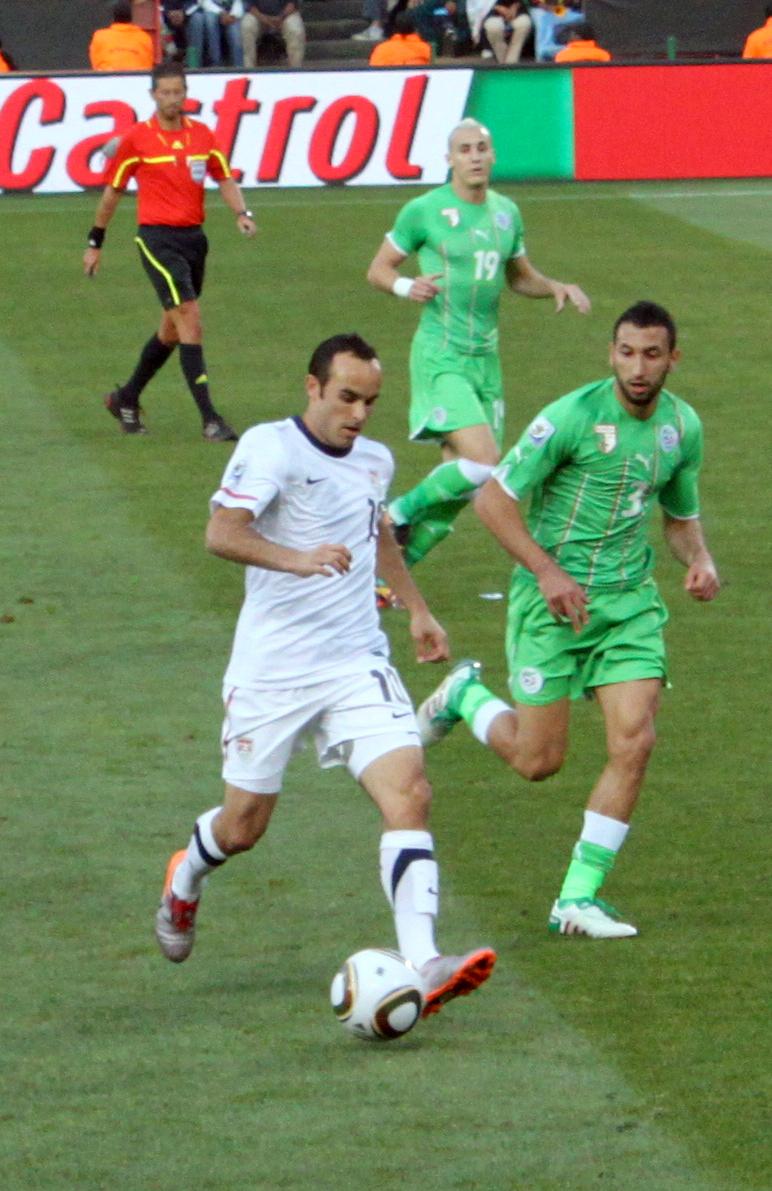
Landon Donovan, attaquant américain lors de la rencontre contre l'Algérie.

Lors de la première journée, les équipes anglo-saxonnes se neutralisent sur le score de 1-1 malgré le statut de favori de l'Angleterre dans ce match, tandis que la Slovénie bat l’Algérie 1-0. Ensuite, la Slovénie et les États-Unis font un match nul prolifique 2-2, match que les Slovènes ont pourtant mené 2-0. De plus, un but a été refusé aux Américains de manière injustifiée. Les Anglais et les Algériens font un score nul et vierge. Lors de la troisième journée, la Slovénie tient sa qualification malgré la défaite 1-0 contre l’Angleterre, jusqu’au but qualificatif de Landon Donovan contre l’Algérie. Les États-Unis devancent alors l’Angleterre au nombre de buts marqués mais les deux équipes accèdent aux huitièmes de finale. L'Algérie quitte la compétition en n'ayant marqué aucun but.
|   | Équipe     | Pts | J | G | N | P | BP | BC | Diff |
| 1 | États-Unis | 5   | 3 | 1 | 2 | 0 | 4  | 3  | +1   |
| 2 | Angleterre | 5   | 3 | 1 | 2 | 0 | 2  | 1  | +1   |
| 3 | Slovénie   | 4   | 3 | 1 | 1 | 1 | 3  | 3  | 0    |
| 4 | Algérie    | 1   | 3 | 0 | 1 | 2 | 0  | 2  | -2   |

1re journée
| Match 5                                                         | Angleterre           | 1 - 1   | États-Unis  | Stade Royal Bafokeng, Rustenburg              |                                               |
| 12 juin 2010 · 20 h 30 heure locale · Historique des rencontres | ( Heskey) Gerrard 4e | (1 - 1) | 40e Dempsey | Spectateurs : 38 646 Arbitrage : Carlos Simon | Spectateurs : 38 646 Arbitrage : Carlos Simon |
| 12 juin 2010 · 20 h 30 heure locale · Historique des rencontres | Rapport              |         |             | Spectateurs : 38 646 Arbitrage : Carlos Simon | Spectateurs : 38 646 Arbitrage : Carlos Simon |

| Match 6                                                         | Algérie | 0 - 1   | Slovénie           | Stade Peter-Mokaba, Polokwane                  |                                                |
| 13 juin 2010 · 13 h 30 heure locale · Historique des rencontres |         | (0 - 0) | 79e Koren (Jokić ) | Spectateurs : 30 325 Arbitrage : Carlos Batres | Spectateurs : 30 325 Arbitrage : Carlos Batres |
| 13 juin 2010 · 13 h 30 heure locale · Historique des rencontres | Rapport |         |                    | Spectateurs : 30 325 Arbitrage : Carlos Batres | Spectateurs : 30 325 Arbitrage : Carlos Batres |

2e journée
| Match 21                                                     | Slovénie                                                  | 2 - 2   | États-Unis                                          | Stade Ellis Park, Johannesbourg                  |                                                  |
| 18 juin 2010 · 16 h heure locale · Historique des rencontres | ( Radosavljević) Birsa 13e · ( Novakovič) Ljubijankič 42e | (2 - 0) | 48e Donovan (Cherundolo ) · 82e Bradley (Altidore ) | Spectateurs : 45 573 Arbitrage : Koman Coulibaly | Spectateurs : 45 573 Arbitrage : Koman Coulibaly |
| 18 juin 2010 · 16 h heure locale · Historique des rencontres | Rapport                                                   |         |                                                     | Spectateurs : 45 573 Arbitrage : Koman Coulibaly | Spectateurs : 45 573 Arbitrage : Koman Coulibaly |

| Match 22                                                        | Angleterre | 0 - 0   | Algérie | Stade Cape Town, Le Cap                          |                                                  |
| 18 juin 2010 · 20 h 30 heure locale · Historique des rencontres |            | (0 - 0) |         | Spectateurs : 64 100 Arbitrage : Ravshan Irmatov | Spectateurs : 64 100 Arbitrage : Ravshan Irmatov |
| 18 juin 2010 · 20 h 30 heure locale · Historique des rencontres | Rapport    |         |         | Spectateurs : 64 100 Arbitrage : Ravshan Irmatov | Spectateurs : 64 100 Arbitrage : Ravshan Irmatov |

3e journée
| Match 37                                                     | Slovénie | 0 - 1   | Angleterre          | Stade de Nelson Mandela Bay, Port Elizabeth     |                                                 |
| 23 juin 2010 · 16 h heure locale · Historique des rencontres |          | (0 - 1) | 23e Defoe (Milner ) | Spectateurs : 36 893 Arbitrage : Wolfgang Stark | Spectateurs : 36 893 Arbitrage : Wolfgang Stark |
| 23 juin 2010 · 16 h heure locale · Historique des rencontres | Rapport  |         |                     | Spectateurs : 36 893 Arbitrage : Wolfgang Stark | Spectateurs : 36 893 Arbitrage : Wolfgang Stark |

| Match 38                                                     | États-Unis    | 1 - 0   | Algérie | Stade Loftus Versfeld, Pretoria                     |                                                     |
| 23 juin 2010 · 16 h heure locale · Historique des rencontres | Donovan 90+1e | (0 - 0) |         | Spectateurs : 35 827 Arbitrage : Frank De Bleeckere | Spectateurs : 35 827 Arbitrage : Frank De Bleeckere |
| 23 juin 2010 · 16 h heure locale · Historique des rencontres | Rapport       |         |         | Spectateurs : 35 827 Arbitrage : Frank De Bleeckere | Spectateurs : 35 827 Arbitrage : Frank De Bleeckere |

#### Groupe D

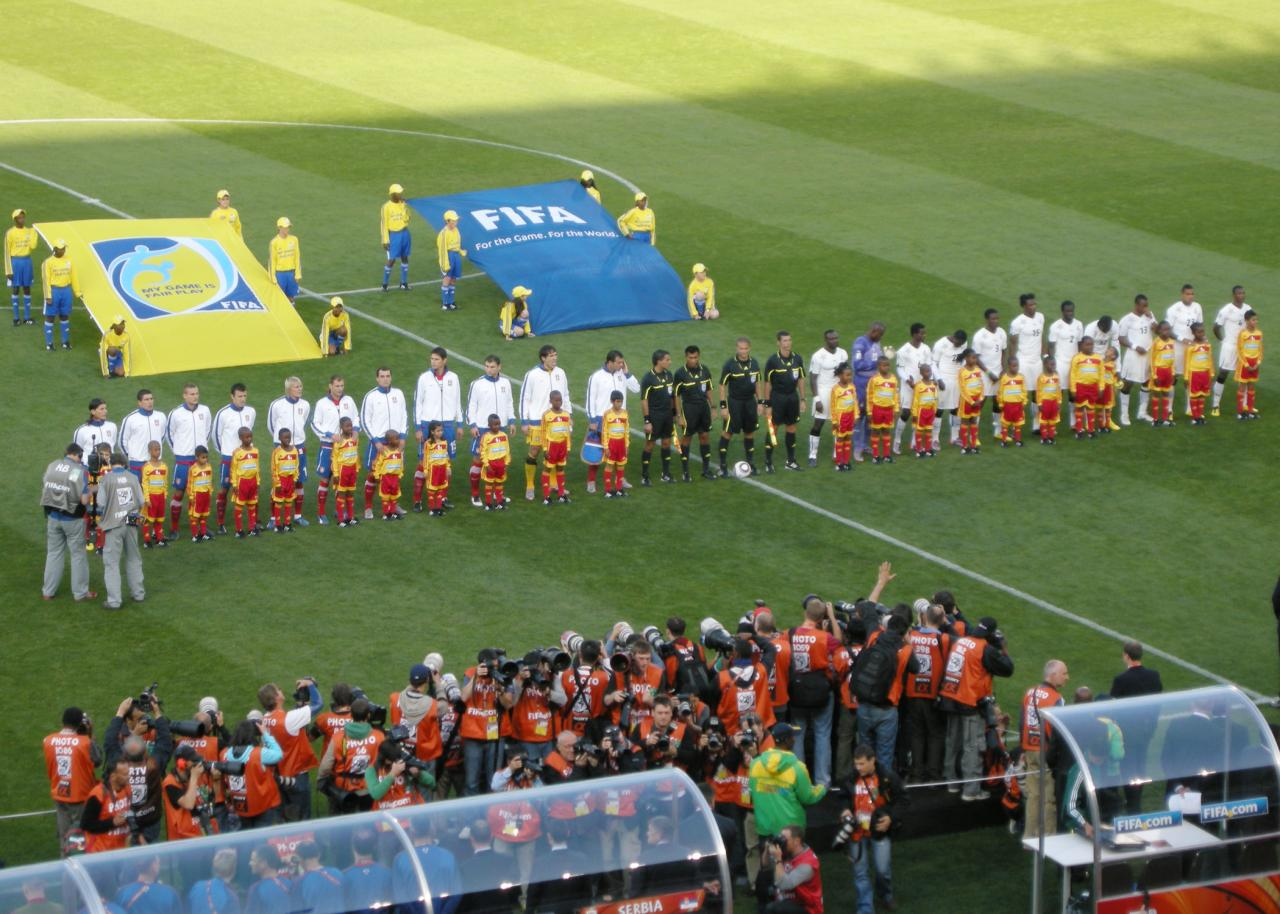
Présentation des équipes avant le match Serbie-Ghana.

Le Ghana devient la première équipe africaine de l’édition 2010 victorieuse en battant la Serbie. Les Allemands démarrent fort en infligeant une correction offensive aux Australiens. Lors de la deuxième journée, les Serbes battent à la surprise générale une équipe allemande en manque de réussite. Les Ghanéens font jeu égal avec les Australiens. Lors de la dernière journée, les Ghanéens perdent contre l'Allemagne mais passent deuxièmes grâce à une meilleure différence de but que les Océaniens, vainqueurs des Serbes. Le Ghana a inscrit ses deux buts du premier tour uniquement sur penaltys.
|   | Équipe    | Pts | J | G | N | P | BP | BC | Diff |
| 1 | Allemagne | 6   | 3 | 2 | 0 | 1 | 5  | 1  | +4   |
| 2 | Ghana     | 4   | 3 | 1 | 1 | 1 | 2  | 2  | 0    |
| 3 | Australie | 4   | 3 | 1 | 1 | 1 | 3  | 6  | -3   |
| 4 | Serbie    | 3   | 3 | 1 | 0 | 2 | 2  | 3  | -1   |

1re journée
| Match 7                                                      | Serbie  | 0 - 1   | Ghana           | Stade Loftus Versfeld, Pretoria                  |                                                  |
| 13 juin 2010 · 16 h heure locale · Historique des rencontres |         | (0 - 0) | 85e (pen.) Gyan | Spectateurs : 38 883 Arbitrage : Héctor Baldassi | Spectateurs : 38 883 Arbitrage : Héctor Baldassi |
| 13 juin 2010 · 16 h heure locale · Historique des rencontres | Rapport |         |                 | Spectateurs : 38 883 Arbitrage : Héctor Baldassi | Spectateurs : 38 883 Arbitrage : Héctor Baldassi |

| Match 8                                                         | Allemagne                                                                              | 4 - 0   | Australie  | Stade Moses-Mabhida, KwaZulu-Natal               |                                                  |
| 13 juin 2010 · 20 h 30 heure locale · Historique des rencontres | ( Müller) Podolski 8e · ( Lahm) Klose 26e · ( Podolski) Müller 68e · ( Özil) Cacau 70e | (2 - 0) |            | Spectateurs : 62 660 Arbitrage : Marco Rodríguez | Spectateurs : 62 660 Arbitrage : Marco Rodríguez |
| 13 juin 2010 · 20 h 30 heure locale · Historique des rencontres |                                                                                        | Rapport | 56e Cahill | Spectateurs : 62 660 Arbitrage : Marco Rodríguez | Spectateurs : 62 660 Arbitrage : Marco Rodríguez |

2e journée
| Match 23                                                        | Allemagne      | 0 - 1   | Serbie                 | Stade de Nelson Mandela Bay, Port Elizabeth       |                                                   |
| 18 juin 2010 · 13 h 30 heure locale · Historique des rencontres |                | (0 - 1) | 38e Jovanović (Žigić ) | Spectateurs : 38 294 Arbitrage : Alberto Mallenco | Spectateurs : 38 294 Arbitrage : Alberto Mallenco |
| 18 juin 2010 · 13 h 30 heure locale · Historique des rencontres | Klose 12e, 36e | Rapport |                        | Spectateurs : 38 294 Arbitrage : Alberto Mallenco | Spectateurs : 38 294 Arbitrage : Alberto Mallenco |

| Match 24                                                     | Ghana           | 1 - 1   | Australie  | Stade Royal Bafokeng, Rustenburg                 |                                                  |
| 19 juin 2010 · 16 h heure locale · Historique des rencontres | Gyan 25e (pen.) | (1 - 1) | 11e Holman | Spectateurs : 34 812 Arbitrage : Roberto Rosetti | Spectateurs : 34 812 Arbitrage : Roberto Rosetti |
| 19 juin 2010 · 16 h heure locale · Historique des rencontres |                 | Rapport | 24e Kewell | Spectateurs : 34 812 Arbitrage : Roberto Rosetti | Spectateurs : 34 812 Arbitrage : Roberto Rosetti |

3e journée
| Match 39                                                        | Ghana   | 0 - 1   | Allemagne          | Soccer City, Johannesbourg                    |                                               |
| 23 juin 2010 · 20 h 30 heure locale · Historique des rencontres |         | (0 - 0) | 60e Özil (Müller ) | Spectateurs : 83 391 Arbitrage : Carlos Simon | Spectateurs : 83 391 Arbitrage : Carlos Simon |
| 23 juin 2010 · 20 h 30 heure locale · Historique des rencontres | Rapport |         |                    | Spectateurs : 83 391 Arbitrage : Carlos Simon | Spectateurs : 83 391 Arbitrage : Carlos Simon |

| Match 40                                                        | Australie                                      | 2 - 1   | Serbie       | Stade Mbombela, Mbombela                         |                                                  |
| 23 juin 2010 · 20 h 30 heure locale · Historique des rencontres | ( Wilkshire) Cahill 69e · ( Čulina) Holman 73e | (0 - 0) | 84e Pantelić | Spectateurs : 37 836 Arbitrage : Jorge Larrionda | Spectateurs : 37 836 Arbitrage : Jorge Larrionda |
| 23 juin 2010 · 20 h 30 heure locale · Historique des rencontres | Rapport                                        |         |              | Spectateurs : 37 836 Arbitrage : Jorge Larrionda | Spectateurs : 37 836 Arbitrage : Jorge Larrionda |

#### Groupe E

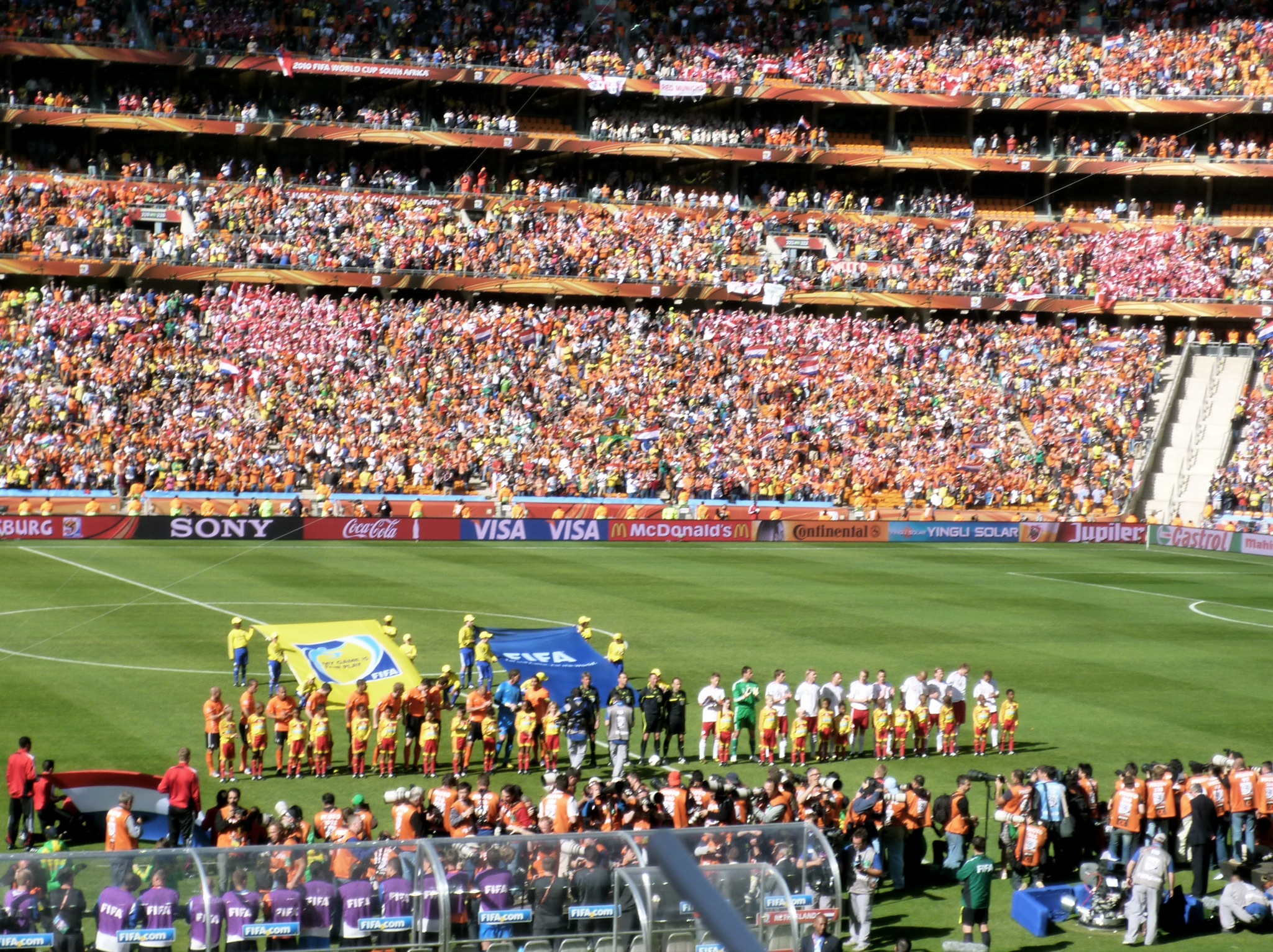
Rencontre Pays-Bas-Danemark.

Les Pays-Bas battent le Danemark 2-0 après une première mi-temps poussive et le Japon finit vainqueur surprise du Cameroun 1-0. Ensuite, les Pays-Bas battent le Japon 1-0 et assurent leur qualification. Entretemps, le Danemark élimine le Cameroun par 2 buts à 1. Le Cameroun est de nouveau défait et est éliminé sans aucun point par les Pays-Bas, qui réalisent trois victoires en trois matchs. Les Japonais brillent contre les Danois et accèdent à la deuxième place.
|   | Équipe   | Pts | J | G | N | P | BP | BC | Diff |
| 1 | Pays-Bas | 9   | 3 | 3 | 0 | 0 | 5  | 1  | +4   |
| 2 | Japon    | 6   | 3 | 2 | 0 | 1 | 4  | 2  | +2   |
| 3 | Danemark | 3   | 3 | 1 | 0 | 2 | 3  | 6  | -3   |
| 4 | Cameroun | 3   | 3 | 0 | 0 | 3 | 2  | 5  | -3   |

1re journée
| Match 9                                                         | Pays-Bas                   | 2 - 0   | Danemark | Soccer City, Johannesbourg                       |                                                  |
| 14 juin 2010 · 13 h 30 heure locale · Historique des rencontres | Agger 46e (csc) · Kuyt 84e | (0 - 0) |          | Spectateurs : 83 465 Arbitrage : Stéphane Lannoy | Spectateurs : 83 465 Arbitrage : Stéphane Lannoy |
| 14 juin 2010 · 13 h 30 heure locale · Historique des rencontres | Rapport                    |         |          | Spectateurs : 83 465 Arbitrage : Stéphane Lannoy | Spectateurs : 83 465 Arbitrage : Stéphane Lannoy |

| Match 10                                                     | Japon               | 1 - 0   | Cameroun | Stade Free State, Bloemfontein                        |                                                       |
| 14 juin 2010 · 16 h heure locale · Historique des rencontres | ( Matsui) Honda 39e | (0 - 0) |          | Spectateurs : 30 620 Arbitrage : Olegário Benquerença | Spectateurs : 30 620 Arbitrage : Olegário Benquerença |
| 14 juin 2010 · 16 h heure locale · Historique des rencontres | Rapport             |         |          | Spectateurs : 30 620 Arbitrage : Olegário Benquerença | Spectateurs : 30 620 Arbitrage : Olegário Benquerença |

2e journée
| Match 25                                                        | Pays-Bas     | 1 - 0   | Japon | Stade Moses-Mabhida, KwaZulu-Natal               |                                                  |
| 19 juin 2010 · 13 h 30 heure locale · Historique des rencontres | Sneijder 53e | (0 - 0) |       | Spectateurs : 62 010 Arbitrage : Héctor Baldassi | Spectateurs : 62 010 Arbitrage : Héctor Baldassi |
| 19 juin 2010 · 13 h 30 heure locale · Historique des rencontres | Rapport      |         |       | Spectateurs : 62 010 Arbitrage : Héctor Baldassi | Spectateurs : 62 010 Arbitrage : Héctor Baldassi |

| Match 26                                                        | Cameroun          | 1 - 2   | Danemark                                              | Stade Loftus Versfeld, Pretoria                  |                                                  |
| 19 juin 2010 · 20 h 30 heure locale · Historique des rencontres | ( Webó) Eto'o 10e | (1 - 1) | 33e Bendtner (Rommedahl ) · 61e Rommedahl (Bendtner ) | Spectateurs : 38 074 Arbitrage : Jorge Larrionda | Spectateurs : 38 074 Arbitrage : Jorge Larrionda |
| 19 juin 2010 · 20 h 30 heure locale · Historique des rencontres | Rapport           |         |                                                       | Spectateurs : 38 074 Arbitrage : Jorge Larrionda | Spectateurs : 38 074 Arbitrage : Jorge Larrionda |

3e journée
| Match 41                                                        | Danemark     | 1 - 3   | Japon                                       | Stade Royal Bafokeng, Rustenburg              |                                               |
| 24 juin 2010 · 20 h 30 heure locale · Historique des rencontres | Tomasson 81e | (0 - 2) | 17e Honda · 30e Endō · 87e Okazaki (Honda ) | Spectateurs : 27 967 Arbitrage : Jerome Damon | Spectateurs : 27 967 Arbitrage : Jerome Damon |
| 24 juin 2010 · 20 h 30 heure locale · Historique des rencontres | Rapport      |         |                                             | Spectateurs : 27 967 Arbitrage : Jerome Damon | Spectateurs : 27 967 Arbitrage : Jerome Damon |

| Match 42                                                        | Cameroun         | 1 - 2   | Pays-Bas                                        | Stade Cape Town, Le Cap                     |                                             |
| 24 juin 2010 · 20 h 30 heure locale · Historique des rencontres | Eto'o 65e (pen.) | (0 - 1) | 36e van Persie (van der Vaart ) · 83e Huntelaar | Spectateurs : 63 093 Arbitrage : Pablo Pozo | Spectateurs : 63 093 Arbitrage : Pablo Pozo |
| 24 juin 2010 · 20 h 30 heure locale · Historique des rencontres | Rapport          |         |                                                 | Spectateurs : 63 093 Arbitrage : Pablo Pozo | Spectateurs : 63 093 Arbitrage : Pablo Pozo |

#### Groupe F

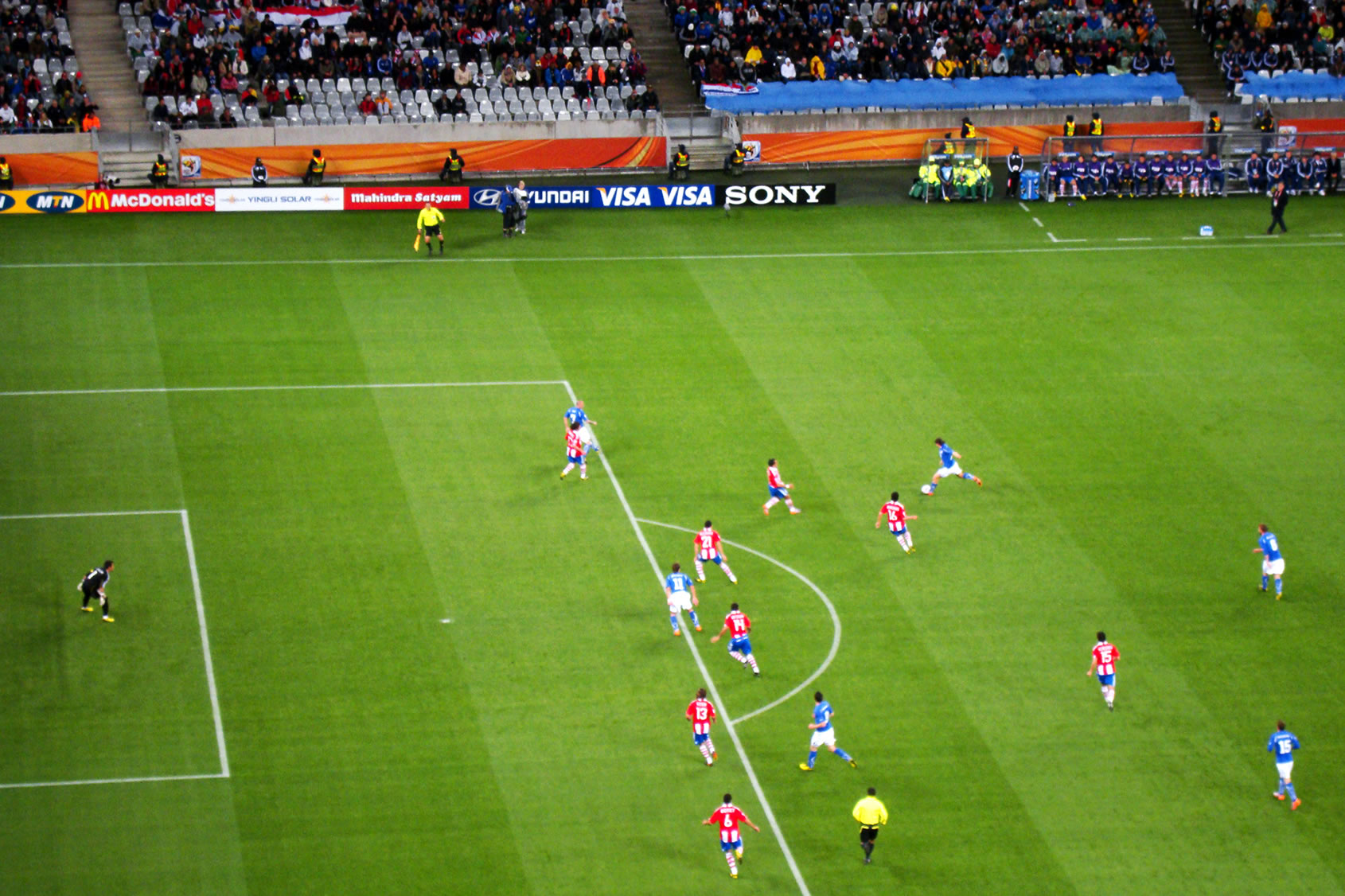
Rencontre Italie-Paraguay.

La première journée se conclut par deux scores nuls 1-1 entre les deux favoris et entre les deux outsiders. Ensuite, l'Italie, championne du monde en titre, enregistre un nouveau nul 1-1 contre la Nouvelle-Zélande, tandis que le Paraguay bat la Slovaquie. Et lors de la dernière journée, les Italiens sont défaits par les Slovaques et éliminés. Comme la France en 2002, le tenant du titre quitte la compétition à la quatrième place. Le Paraguay fait jeu égal lors de son dernier match et se qualifie, comme les néophytes slovaques. Comme la Belgique en 1998, la Nouvelle-Zélande est éliminée dès la phase de poule sans perdre de match : c'est d'ailleurs la seule équipe à terminer la compétition invaincue.

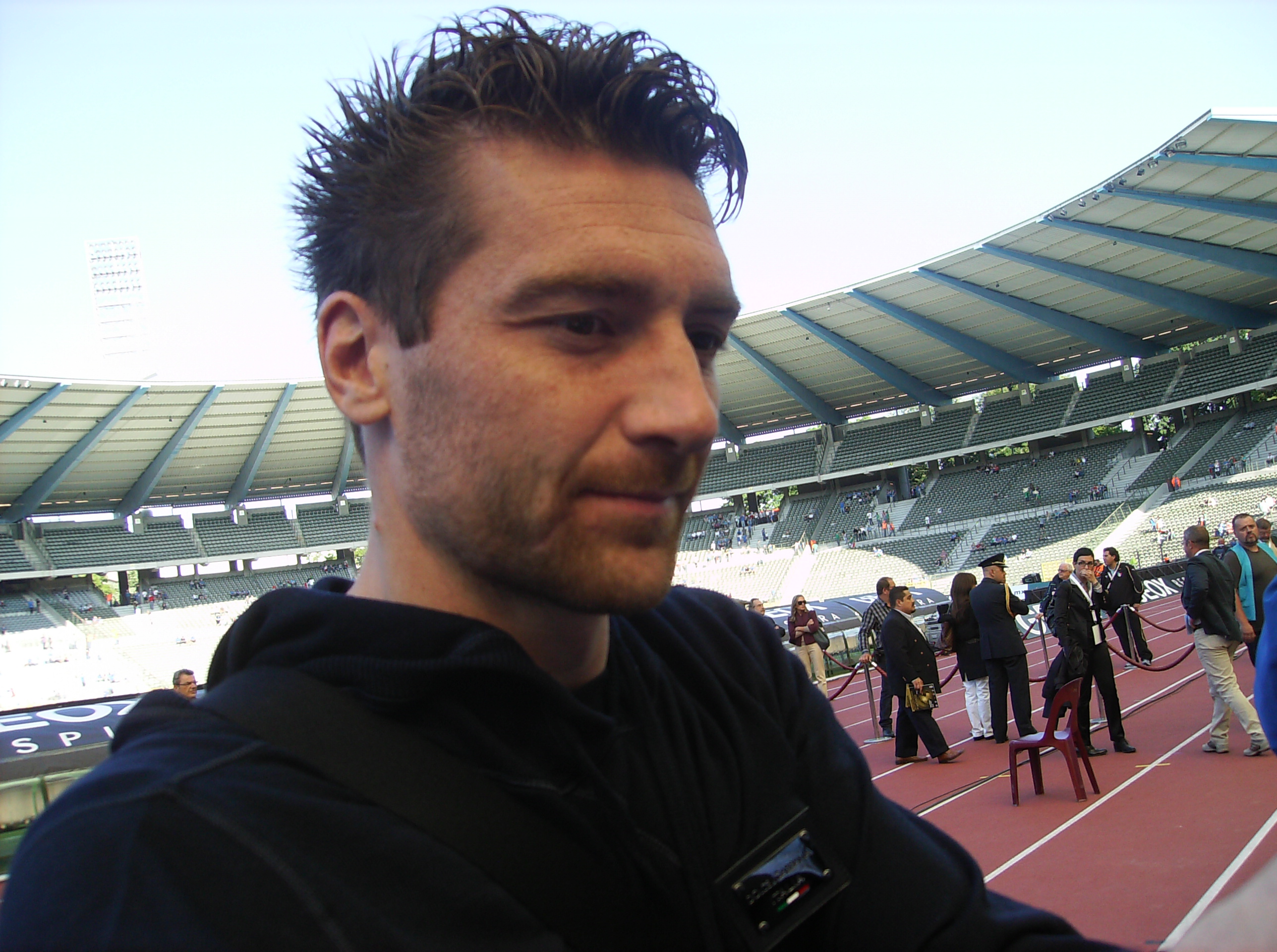
Morgan De Sanctis, troisième gardien de l'équipe d'Italie, ne rentrera pas en jeu au cours de la compétition.

|   | Équipe           | Pts | J | G | N | P | BP | BC | Diff |
| - | ---------------- | --- | - | - | - | - | -- | -- | ---- |
| 1 | Paraguay         | 5   | 3 | 1 | 2 | 0 | 3  | 1  | +2   |
| 2 | Slovaquie        | 4   | 3 | 1 | 1 | 1 | 4  | 5  | -1   |
| 3 | Nouvelle-Zélande | 3   | 3 | 0 | 3 | 0 | 2  | 2  | 0    |
| 4 | Italie           | 2   | 3 | 0 | 2 | 1 | 4  | 5  | -1   |

| 14 juin | Italie           | 1 - 1 | Paraguay         |
| 15 juin | Nouvelle-Zélande | 1 - 1 | Slovaquie        |
| 20 juin | Slovaquie        | 0 - 2 | Paraguay         |
| 20 juin | Italie           | 1 - 1 | Nouvelle-Zélande |
| 24 juin | Paraguay         | 0 - 0 | Nouvelle-Zélande |
| 24 juin | Slovaquie        | 3 - 2 | Italie           |

#### Groupe G

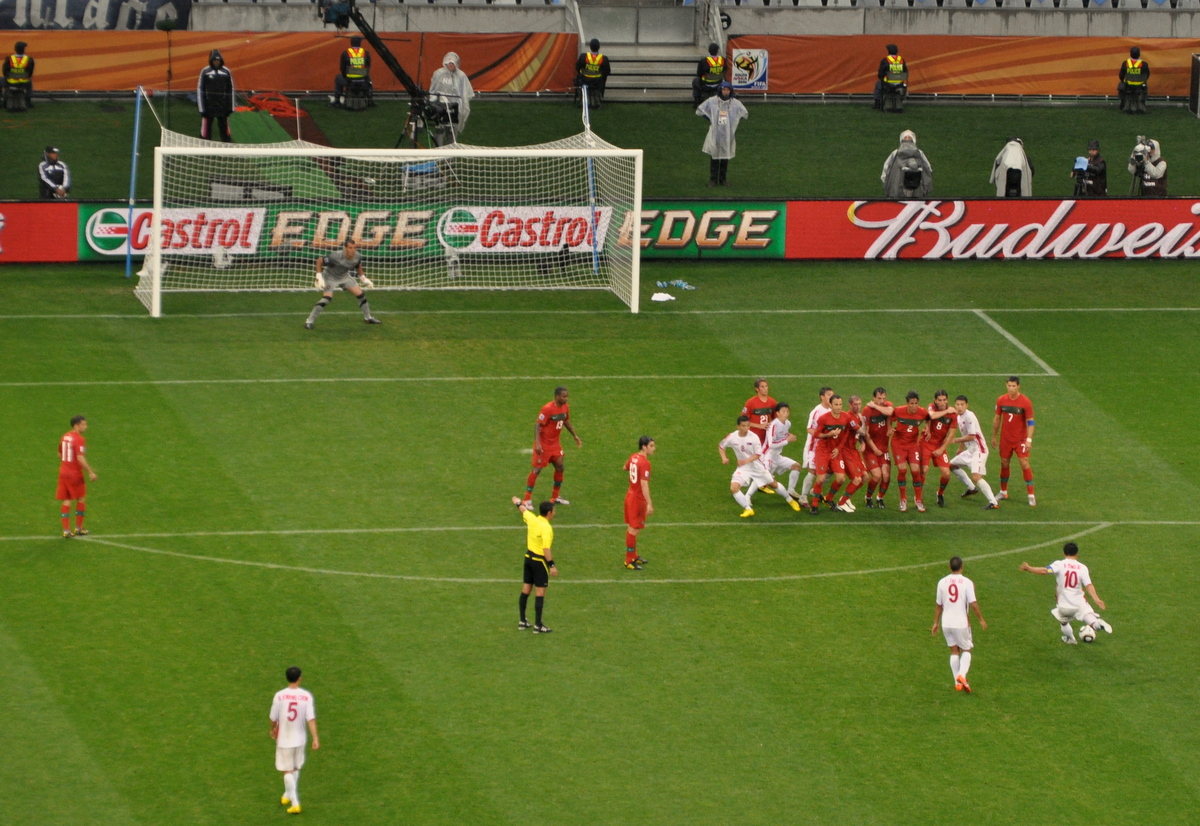
Rencontre Portugal-Corée du Nord.

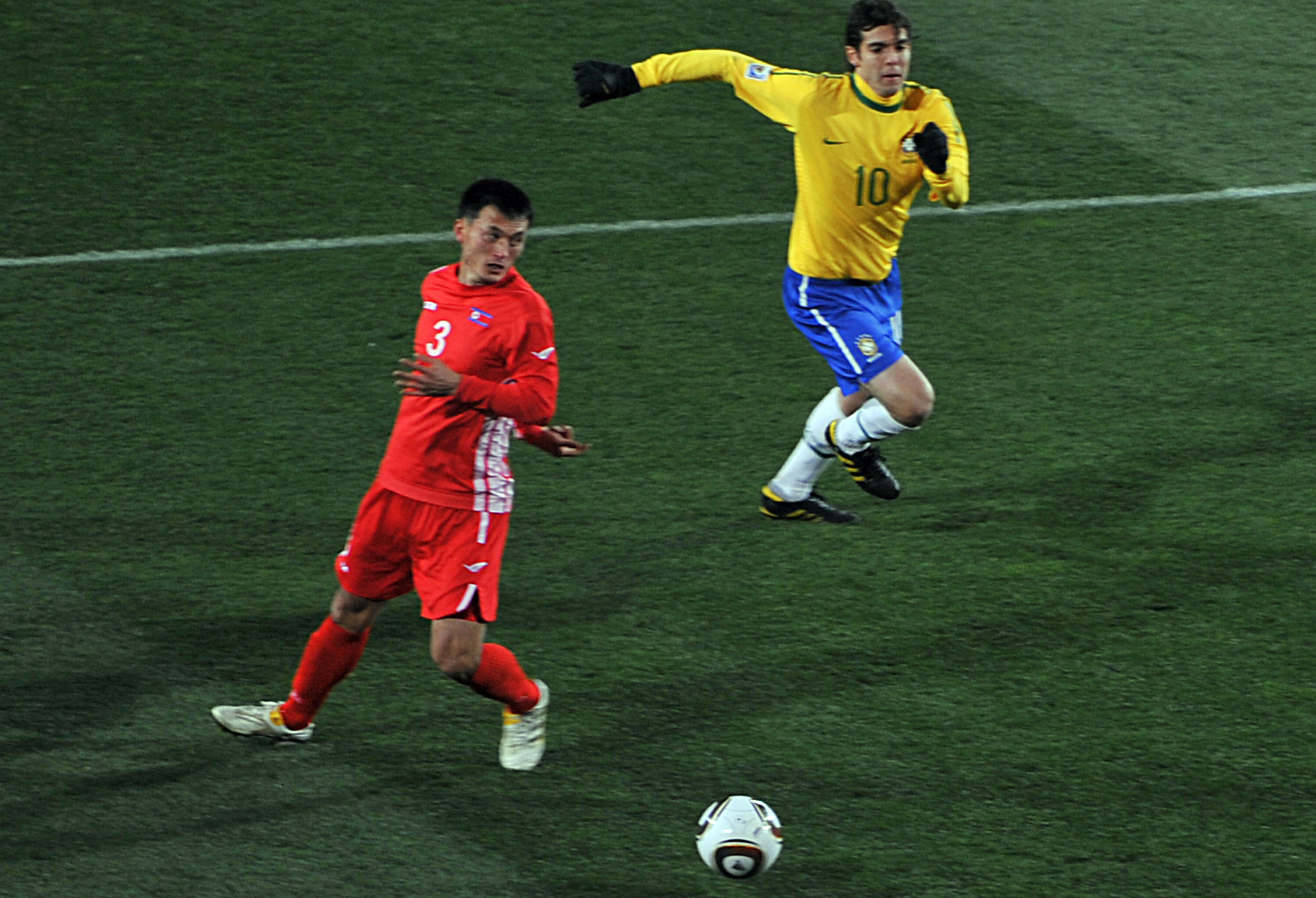
Ri Jun-il face au ballon d'or 2007 Kaká lors du match de son équipe contre la Seleção.

Les Brésiliens battent difficilement les Nord-Coréens 2-1 lors du premier match, tandis que la Côte d'Ivoire et le Portugal font match nul 0-0. Lors de la deuxième journée, les Portugais réalisent une victoire impressionnante 7-0 contre les Nord-Coréens tandis que les Brésiliens assurent leur qualification en battant les Ivoiriens 3-1. Si ces derniers concluent leur phase de groupes par une nette victoire 3-0 contre la Corée du Nord, le match nul 0-0 entre les deux équipes lusophones les qualifie toutes les deux.
|   | Équipe        | Pts | J | G | N | P | BP | BC | Diff |
| - | ------------- | --- | - | - | - | - | -- | -- | ---- |
| 1 | Brésil        | 7   | 3 | 2 | 1 | 0 | 5  | 2  | +3   |
| 2 | Portugal      | 5   | 3 | 1 | 2 | 0 | 7  | 0  | +7   |
| 3 | Côte d'Ivoire | 4   | 3 | 1 | 1 | 1 | 4  | 3  | +1   |
| 4 | Corée du Nord | 0   | 3 | 0 | 0 | 3 | 1  | 12 | -11  |

| 15 juin | Côte d'Ivoire | 0 - 0 | Portugal      |
| 15 juin | Brésil        | 2 - 1 | Corée du Nord |
| 20 juin | Brésil        | 3 - 1 | Côte d'Ivoire |
| 21 juin | Portugal      | 7 - 0 | Corée du Nord |
| 25 juin | Corée du Nord | 0 - 3 | Côte d'Ivoire |
| 25 juin | Portugal      | 0 - 0 | Brésil        |

#### Groupe H

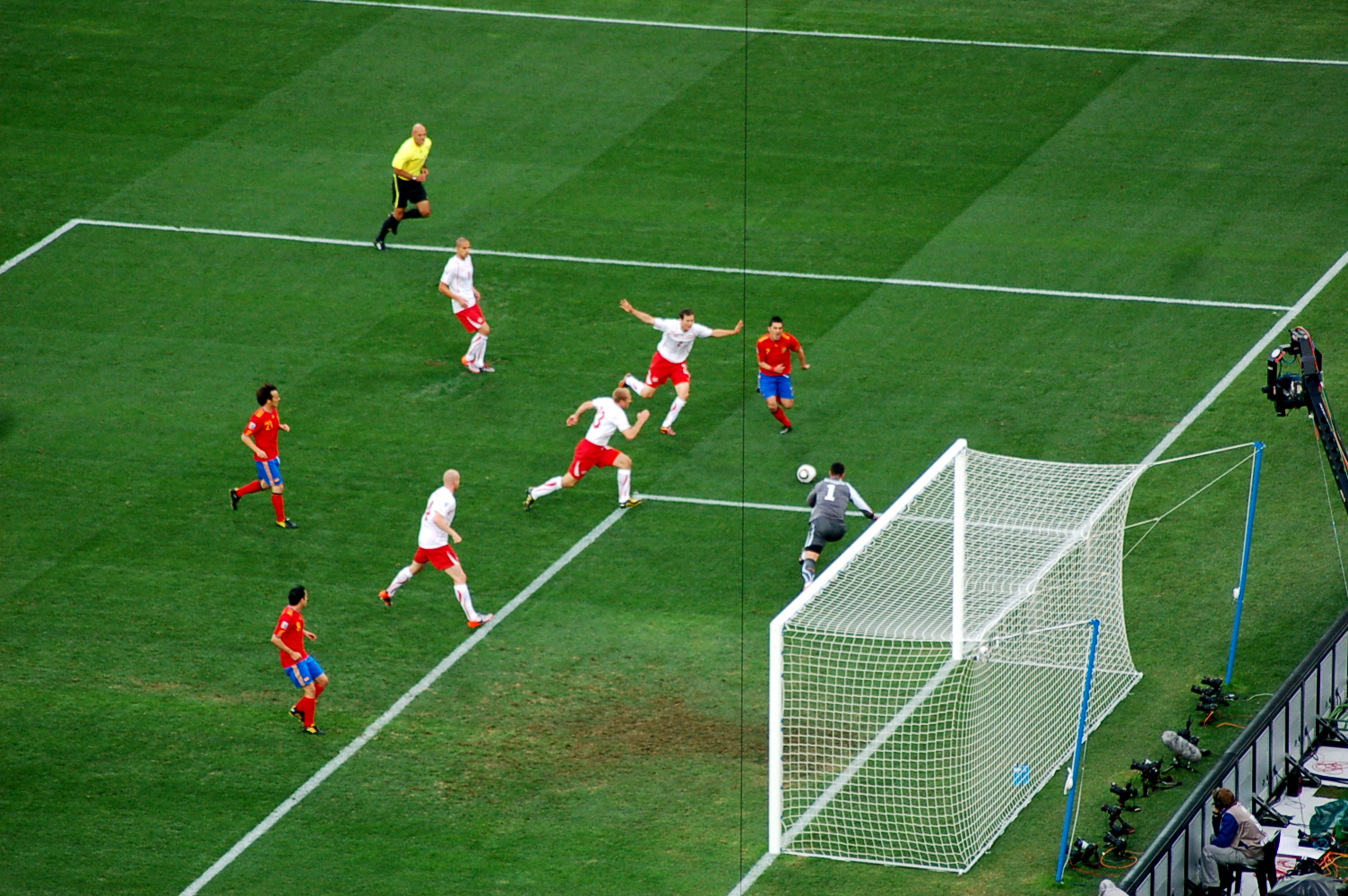
Rencontre Espagne-Suisse.

En battant le Honduras en match d'ouverture du groupe H, le Chili met fin à 48 ans de matchs de coupe du monde sans victoire. Lors du deuxième match, la Suisse défait l'Espagne, championne d'Europe en titre et favorite de la coupe du monde, à la surprise générale. En battant ces mêmes Suisses, les Chiliens assurent leur qualification et mettent fin à l'inviolabilité de la Suisse en Coupe du monde (5 matchs sans encaisser de buts). L'Espagne sauve ses chances de qualification et coule le Honduras en le battant 2-0. L'Espagne termine première lors de son dernier match en battant le Chili, mais les Sud-Américains se qualifient grâce au nul entre la Suisse et le Honduras.
|   | Équipe   | Pts | J | G | N | P | BP | BC | Diff |
| - | -------- | --- | - | - | - | - | -- | -- | ---- |
| 1 | Espagne  | 6   | 3 | 2 | 0 | 1 | 4  | 2  | +2   |
| 2 | Chili    | 6   | 3 | 2 | 0 | 1 | 3  | 2  | +1   |
| 3 | Suisse   | 4   | 3 | 1 | 1 | 1 | 1  | 1  | 0    |
| 4 | Honduras | 1   | 3 | 0 | 1 | 2 | 0  | 3  | -3   |

| 16 juin | Honduras | 0 - 1 | Chili    |
| 16 juin | Espagne  | 0 - 1 | Suisse   |
| 21 juin | Chili    | 1 - 0 | Suisse   |
| 21 juin | Espagne  | 2 - 0 | Honduras |
| 25 juin | Suisse   | 0 - 0 | Honduras |
| 25 juin | Chili    | 1 - 2 | Espagne  |

### Tableau final
Toutes les rencontres sont à élimination directe, du stade des huitièmes de finale jusqu'à celui de la finale.
Si les deux équipes qui s'affrontent sont à égalité à la fin du temps règlementaire de 90 minutes, une prolongation (ap) de deux fois 15 minutes est jouée. Si les deux équipes sont toujours à égalité à la fin de la prolongation, une épreuve de tirs au but (tab) est disputée afin de décider de la qualification pour le tour suivant, ou de l'obtention du titre s’il s’agit de la finale.
|  | Huitièmes de finale                  | Huitièmes de finale                   |           |                             | Quarts de finale                       | Quarts de finale                       |   |  | Demi-finales     | Demi-finales     |  |  | Finale                                  | Finale                                  |
|  | Huitièmes de finale                  | Huitièmes de finale                   |           |                             | Quarts de finale                       | Quarts de finale                       |   |  | Demi-finales     | Demi-finales     |  |  | Finale                                  | Finale                                  |
|  |                                      |                                       |           |                             |                                        |                                        |   |  |                  |                  |  |  |                                         |                                         |
|  | 26 juin à Port Elizabeth             | 26 juin à Port Elizabeth              |           |                             | 2 juillet à Johannesburg (Soccer City) | 2 juillet à Johannesburg (Soccer City) |   |  | 6 juillet au Cap | 6 juillet au Cap |  |  | 11 juillet à Johannesburg (Soccer City) | 11 juillet à Johannesburg (Soccer City) |
|  | 26 juin à Port Elizabeth             | 26 juin à Port Elizabeth              |           |                             | 2 juillet à Johannesburg (Soccer City) | 2 juillet à Johannesburg (Soccer City) |   |  | 6 juillet au Cap | 6 juillet au Cap |  |  | 11 juillet à Johannesburg (Soccer City) | 11 juillet à Johannesburg (Soccer City) |
|  | Uruguay                              | 2                                     |           |                             | 2 juillet à Johannesburg (Soccer City) | 2 juillet à Johannesburg (Soccer City) |   |  | 6 juillet au Cap | 6 juillet au Cap |  |  | 11 juillet à Johannesburg (Soccer City) | 11 juillet à Johannesburg (Soccer City) |
|  | Uruguay                              | 2                                     |           |                             | 2 juillet à Johannesburg (Soccer City) | 2 juillet à Johannesburg (Soccer City) |   |  | 6 juillet au Cap | 6 juillet au Cap |  |  | 11 juillet à Johannesburg (Soccer City) | 11 juillet à Johannesburg (Soccer City) |
|  | Corée du Sud                         | 1                                     |           |                             | 2 juillet à Johannesburg (Soccer City) | 2 juillet à Johannesburg (Soccer City) |   |  | 6 juillet au Cap | 6 juillet au Cap |  |  | 11 juillet à Johannesburg (Soccer City) | 11 juillet à Johannesburg (Soccer City) |
|  | Corée du Sud                         | 1                                     | Uruguay   | 1ap (4)                     |                                        |                                        |   |  | 6 juillet au Cap | 6 juillet au Cap |  |  | 11 juillet à Johannesburg (Soccer City) | 11 juillet à Johannesburg (Soccer City) |
|  | 26 juin à Rustenburg                 |                                       | Uruguay   | 1ap (4)                     |                                        |                                        |   |  | 6 juillet au Cap | 6 juillet au Cap |  |  | 11 juillet à Johannesburg (Soccer City) | 11 juillet à Johannesburg (Soccer City) |
|  |                                      | Ghana                                 | 1 tab(2)  |                             |                                        |                                        |   |  | 6 juillet au Cap | 6 juillet au Cap |  |  | 11 juillet à Johannesburg (Soccer City) | 11 juillet à Johannesburg (Soccer City) |
|  | États-Unis                           | Ghana                                 | 1 tab(2)  | 1                           |                                        |                                        |   |  | 6 juillet au Cap | 6 juillet au Cap |  |  | 11 juillet à Johannesburg (Soccer City) | 11 juillet à Johannesburg (Soccer City) |
|  | États-Unis                           | 2 juillet au Port Elizabeth           |           | 1                           |                                        |                                        |   |  | 6 juillet au Cap | 6 juillet au Cap |  |  | 11 juillet à Johannesburg (Soccer City) | 11 juillet à Johannesburg (Soccer City) |
|  | Ghana                                | 2 ap                                  |           |                             |                                        |                                        |   |  | 6 juillet au Cap | 6 juillet au Cap |  |  | 11 juillet à Johannesburg (Soccer City) | 11 juillet à Johannesburg (Soccer City) |
|  | Ghana                                | 2 ap                                  | Uruguay   | 2                           |                                        |                                        |   |  |                  |                  |  |  | 11 juillet à Johannesburg (Soccer City) | 11 juillet à Johannesburg (Soccer City) |
|  | 28 juin à Durban                     |                                       | Uruguay   | 2                           |                                        |                                        |   |  |                  |                  |  |  | 11 juillet à Johannesburg (Soccer City) | 11 juillet à Johannesburg (Soccer City) |
|  |                                      | Pays-Bas                              | 3         |                             |                                        |                                        |   |  |                  |                  |  |  | 11 juillet à Johannesburg (Soccer City) | 11 juillet à Johannesburg (Soccer City) |
|  | Pays-Bas                             | Pays-Bas                              | 3         | 2                           |                                        |                                        |   |  |                  |                  |  |  | 11 juillet à Johannesburg (Soccer City) | 11 juillet à Johannesburg (Soccer City) |
|  | Pays-Bas                             | 7 juillet à Durban                    |           | 2                           |                                        |                                        |   |  |                  |                  |  |  | 11 juillet à Johannesburg (Soccer City) | 11 juillet à Johannesburg (Soccer City) |
|  | Slovaquie                            | 1                                     |           |                             |                                        |                                        |   |  |                  |                  |  |  | 11 juillet à Johannesburg (Soccer City) | 11 juillet à Johannesburg (Soccer City) |
|  | Slovaquie                            | 1                                     | Pays-Bas  | 2                           |                                        |                                        |   |  |                  |                  |  |  | 11 juillet à Johannesburg (Soccer City) | 11 juillet à Johannesburg (Soccer City) |
|  | 28 juin à Johannesburg (Ellis Park)  |                                       | Pays-Bas  | 2                           |                                        |                                        |   |  |                  |                  |  |  | 11 juillet à Johannesburg (Soccer City) | 11 juillet à Johannesburg (Soccer City) |
|  |                                      | Brésil                                | 1         |                             |                                        |                                        |   |  |                  |                  |  |  | 11 juillet à Johannesburg (Soccer City) | 11 juillet à Johannesburg (Soccer City) |
|  | Brésil                               | Brésil                                | 1         | 3                           |                                        |                                        |   |  |                  |                  |  |  | 11 juillet à Johannesburg (Soccer City) | 11 juillet à Johannesburg (Soccer City) |
|  | Brésil                               | 3 juillet au Cap                      |           | 3                           |                                        |                                        |   |  |                  |                  |  |  | 11 juillet à Johannesburg (Soccer City) | 11 juillet à Johannesburg (Soccer City) |
|  | Chili                                | 0                                     |           |                             |                                        |                                        |   |  |                  |                  |  |  | 11 juillet à Johannesburg (Soccer City) | 11 juillet à Johannesburg (Soccer City) |
|  | Chili                                | 0                                     | Pays-Bas  | 0                           |                                        |                                        |   |  |                  |                  |  |  |                                         |                                         |
|  | 27 juin à Johannesburg (Soccer City) |                                       | Pays-Bas  | 0                           |                                        |                                        |   |  |                  |                  |  |  |                                         |                                         |
|  |                                      | Espagne                               | 1 ap      |                             |                                        |                                        |   |  |                  |                  |  |  |                                         |                                         |
|  | Argentine                            | Espagne                               | 1 ap      | 3                           |                                        |                                        |   |  |                  |                  |  |  |                                         |                                         |
|  | Argentine                            |                                       |           | 3                           |                                        |                                        |   |  |                  |                  |  |  |                                         |                                         |
|  | Mexique                              | 1                                     |           |                             |                                        |                                        |   |  |                  |                  |  |  |                                         |                                         |
|  | Mexique                              | 1                                     | Argentine | 0                           |                                        |                                        |   |  |                  |                  |  |  |                                         |                                         |
|  | 27 juin à Bloemfontein               |                                       | Argentine | 0                           |                                        |                                        |   |  |                  |                  |  |  |                                         |                                         |
|  |                                      | Allemagne                             | 4         |                             |                                        |                                        |   |  |                  |                  |  |  |                                         |                                         |
|  | Allemagne                            | Allemagne                             | 4         | 4                           |                                        |                                        |   |  |                  |                  |  |  |                                         |                                         |
|  | Allemagne                            | 3 juillet à Johannesburg (Ellis Park) |           | 4                           |                                        |                                        |   |  |                  |                  |  |  |                                         |                                         |
|  | Angleterre                           | 1                                     |           |                             |                                        |                                        |   |  |                  |                  |  |  |                                         |                                         |
|  | Angleterre                           | 1                                     | Allemagne | 0                           |                                        |                                        |   |  |                  |                  |  |  |                                         |                                         |
|  | 29 juin à Pretoria                   |                                       | Allemagne | 0                           |                                        |                                        |   |  |                  |                  |  |  |                                         |                                         |
|  |                                      | Espagne                               | 1         |                             |                                        |                                        |   |  |                  |                  |  |  |                                         |                                         |
|  | Paraguay                             | Espagne                               | 1         | 0ap (5)                     |                                        |                                        |   |  |                  |                  |  |  |                                         |                                         |
|  | Paraguay                             |                                       |           | 0ap (5)                     |                                        |                                        |   |  |                  |                  |  |  |                                         |                                         |
|  | Japon                                | 0 tab(3)                              |           | Match pour la 3e place      | Match pour la 3e place                 |                                        |   |  |                  |                  |  |  |                                         |                                         |
|  | Japon                                | 0 tab(3)                              | Paraguay  | Match pour la 3e place      | Match pour la 3e place                 | 0                                      |   |  |                  |                  |  |  |                                         |                                         |
|  | 29 juin au Cap                       | 29 juin au Cap                        | Paraguay  | 10 juillet à Port Elizabeth | 10 juillet à Port Elizabeth            | 0                                      |   |  |                  |                  |  |  |                                         |                                         |
|  | 29 juin au Cap                       | 29 juin au Cap                        |           | 10 juillet à Port Elizabeth | 10 juillet à Port Elizabeth            | Espagne                                | 1 |  |                  |                  |  |  |                                         |                                         |
|  | Espagne                              | 1                                     | Uruguay   | 2                           |                                        | Espagne                                | 1 |  |                  |                  |  |  |                                         |                                         |
|  | Espagne                              | 1                                     | Uruguay   | 2                           |                                        |                                        |   |  |                  |                  |  |  |                                         |                                         |
|  | Portugal                             | 0                                     |           | Allemagne                   | 3                                      |                                        |   |  |                  |                  |  |  |                                         |                                         |
|  | Portugal                             | 0                                     |           | Allemagne                   | 3                                      |                                        |   |  |                  |                  |  |  |                                         |                                         |

#### Huitièmes de finale
| 26 juin 2010                              | Uruguay            | 2 - 1   | Corée du Sud       | Nelson Mandela Bay Stadium, Port Elizabeth                            |                                                                       |
| 16:00 (UTC+2) · Historique des rencontres | Luis Suárez 8e 80e | (1 - 0) | 68e Lee Chung-yong | Spectateurs : 30 597 · Arbitrage : Wolfgang Stark · Photos du match · | Spectateurs : 30 597 · Arbitrage : Wolfgang Stark · Photos du match · |
| 16:00 (UTC+2) · Historique des rencontres | Rapport            |         |                    | Spectateurs : 30 597 · Arbitrage : Wolfgang Stark · Photos du match · | Spectateurs : 30 597 · Arbitrage : Wolfgang Stark · Photos du match · |

Pour leur premier match à ce stade de la compétition depuis 20 ans, les joueurs de la Céleste affrontent la Corée du Sud, demi-finaliste huit ans plus tôt. Dès la 5e minute de jeu, le Coréen Park Chu-young frappe le poteau de Fernando Muslera, le match est lancé. 3 minutes plus tard, Diego Forlán sert Luis Suarez qui n'a plus qu'à pousser le ballon au fond du but coréen (1-0). Les Coréens passent à l'offensive pour revenir au score. Ils sont récompensés de leurs efforts à la 68e minute, lorsque sur un coup franc mal renvoyé, Lee Chung-yong domine Lugano dans les airs et inscrit le but de l'égalisation. Mais les Uruguayens reprennent le match en main; excentré à gauche de la surface, Suarez récupère le ballon sur un corner mal dégagé, élimine un défenseur et donne l'avantage à son équipe d'une frappe enroulée qui touche le montant opposé (80e, 2-1). Après une dernière tentative sud-coréenne manquée, le match se termine sur la victoire de l'Uruguay, qui accède aux quarts de finale pour la première fois depuis 40 ans.
| 26 juin 2010                              | États-Unis                | 1 - 2 a. p.    | Ghana                                      | Stade Royal Bafokeng, Rustenburg                                     |                                                                      |
| 20:30 (UTC+2) · Historique des rencontres | Landon Donovan 62e (pen.) | (0 - 1, 1 - 1) | 5e Kevin-Prince Boateng · 93e Asamoah Gyan | Spectateurs : 34 976 · Arbitrage : Viktor Kassai · Photos du match · | Spectateurs : 34 976 · Arbitrage : Viktor Kassai · Photos du match · |
| 20:30 (UTC+2) · Historique des rencontres | Rapport                   |                |                                            | Spectateurs : 34 976 · Arbitrage : Viktor Kassai · Photos du match · | Spectateurs : 34 976 · Arbitrage : Viktor Kassai · Photos du match · |

La dernière équipe africaine en lice ouvre rapidement le score par Kevin-Prince Boateng. L'entraîneur américain Bob Bradley réagit rapidement en procédant au remplacement de Ricardo Clark par Maurice Edu dès la 31e minute. Après une 1re période à l'avantage des Ghanéens, les Américains se montrent plus dangereux et multiplient les occasions. Jonathan Mensah provoque un penalty pour les Américains en effectuant un tacle non régulier sur Clint Dempsey. Landon Donovan se charge de tirer et signe l'égalisation américaine d'une frappe touchant le montant droit avant de rentrer au fond du but de Richard Kingson (62e, 1-1). Dès la 3e minute de prolongation Asamoah Gyan trompe le portier américain et permet au Ghana de prendre un avantage décisif. Le Ghana l'emporte 2-1 et devient la troisième équipe africaine quart-de-finaliste du Mondial, après le Cameroun en 1990 et le Sénégal en 2002.
| 27 juin 2010                              | Argentine                                  | 3 - 1   | Mexique              | Soccer City, Johannesbourg                                             |                                                                        |
| 20:30 (UTC+2) · Historique des rencontres | Carlos Tévez 26e 52e · Gonzalo Higuaín 33e | (2 - 0) | 71e Javier Hernández | Spectateurs : 84 377 · Arbitrage : Roberto Rosetti · Photos du match · | Spectateurs : 84 377 · Arbitrage : Roberto Rosetti · Photos du match · |
| 20:30 (UTC+2) · Historique des rencontres | Rapport                                    |         |                      | Spectateurs : 84 377 · Arbitrage : Roberto Rosetti · Photos du match · | Spectateurs : 84 377 · Arbitrage : Roberto Rosetti · Photos du match · |

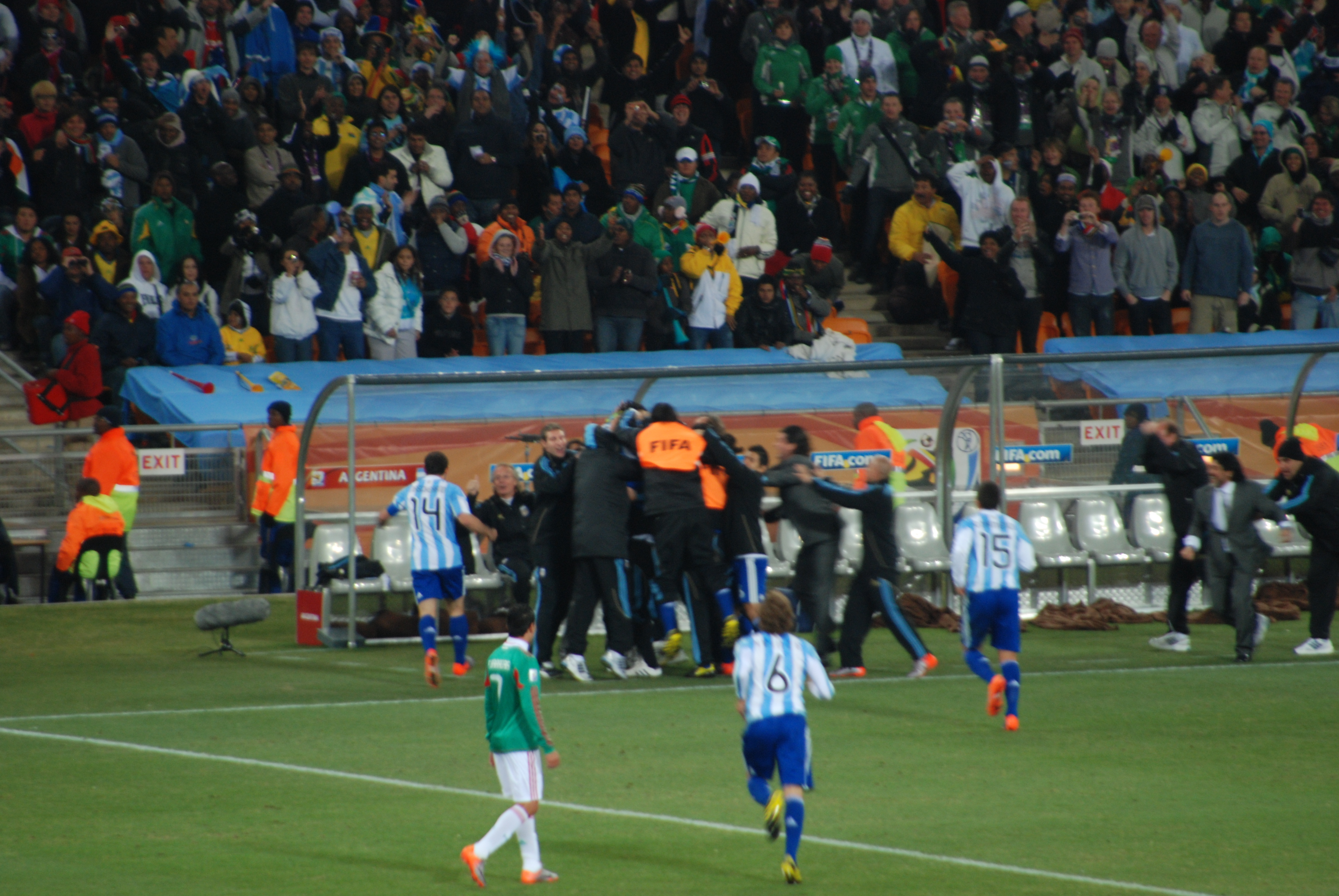
Rencontre Argentine-Mexique

Tout comme en 2006, l'Argentine se trouve opposé au Mexique en huitièmes de finale. Les mexicains débutent fort la rencontre, assénant trois frappes dans le premier quart d'heure : la balle échoue sur la barre puis passe par deux fois à quelques centimètres du but du gardien argentin. La réaction argentine ne tarde pas, à la 26e minute, Oscar Perez anticipe bien la passe en profondeur de Lionel Messi pour Carlos Tévez et renvoie le ballon sur Messi qui trouve la tête de Tevez d'une passe lobée. Bien que Carlos Tevez se trouvât manifestement en position de hors-jeu au moment de la passe, l'arbitre valide le but. 7 minutes plus tard, Gonzalo Higuaín récupère une passe manquée de Ricardo Osorio, dribble le gardien mexicain et inscrit son 4e but en Coupe du monde. Il devient alors, seul, meilleur buteur du tournoi. De retour des vestiaires Tevez s'offre le doublé d'une frappe des 25 mètres. Chicharito Hernandez sauve l'honneur pour le Mexique d'une frappe puissante (71e, 3-1), insuffisant pour empêcher l'Argentine d'atteindre à nouveau les quarts de finale.
| 27 juin 2010                              | Allemagne                                                       | 4 - 1   | Angleterre        | Free State Stadium, Bloemfontein                                       |                                                                        |
| 16:00 (UTC+2) · Historique des rencontres | Miroslav Klose 20e · Lukas Podolski 32e · Thomas Müller 67e 70e | (2 - 1) | 37e Matthew Upson | Spectateurs : 40 510 · Arbitrage : Jorge Larrionda · Photos du match · | Spectateurs : 40 510 · Arbitrage : Jorge Larrionda · Photos du match · |
| 16:00 (UTC+2) · Historique des rencontres | Rapport                                                         |         |                   | Spectateurs : 40 510 · Arbitrage : Jorge Larrionda · Photos du match · | Spectateurs : 40 510 · Arbitrage : Jorge Larrionda · Photos du match · |

L'Allemagne ouvre rapidement le score par Miroslav Klose à la 20e minute, qui inscrit alors son douzième but en phase finale de Coupe du monde depuis 2002 (il devient à ce moment-là quatrième meilleur buteur de l'histoire du tournoi). Lukas Podolski double la marque à la 32e. The Three Lions répliquent par l'intermédiaire d'une tête de Matthew Upson, bien servi par Steven Gerrard (37e, 2-1). Dans la minute suivante, un lob de Frank Lampard trouve la barre transversale, la balle rentre dans le but, frappant le sol et ressortant aussitôt. Le ballon est effectivement retombé derrière la ligne de but, mais l'arbitre mal placé et pas bien aidé par ses assistants ne le voit pas et refuse le but,. Une phase de jeu qui permet au tabloïd Bild Zeitung de parler de « vengeance » du but litigieux de la finale 1966 tandis qu'est relancée la question de l'arbitrage au moyen d'outils électroniques ou vidéos. Le match se poursuit et l'Allemagne fait la différence en deuxième mi-temps, Thomas Müller inscrivant deux autres buts (3-1, 67e) et (4-1, 70e). La Mannschaft atteint pour la quinzième fois consécutive le stade des quarts de finale de la Coupe du monde.
| 28 juin 2010                              | Pays-Bas                               | 2 - 1   | Slovaquie                  | Moses Mabhida Stadium, Durban                                                   |                                                                                 |
| 16:00 (UTC+2) · Historique des rencontres | Arjen Robben 18e · Wesley Sneijder 84e | (1 - 0) | 90+4e (pen.) Róbert Vittek | Spectateurs : 61 962 · Arbitrage : Alberto Undiano Mallenco · Photos du match · | Spectateurs : 61 962 · Arbitrage : Alberto Undiano Mallenco · Photos du match · |
| 16:00 (UTC+2) · Historique des rencontres | Rapport                                |         |                            | Spectateurs : 61 962 · Arbitrage : Alberto Undiano Mallenco · Photos du match · | Spectateurs : 61 962 · Arbitrage : Alberto Undiano Mallenco · Photos du match · |

Les Pays-Bas se qualifie pour les quarts de finale en battant la Slovaquie 2 - 1, néophyte au mondial en tant que nation indépendante, avec des buts d'Arjen Robben titularisé pour la première fois dans cette Coupe du monde à la 18e minute, et de Wesley Sneijder à la 84e minute. À la dernière seconde, Róbert Vittek réduit la marque sur penalty et devient par la même occasion co-meilleur buteur provisoire du tournoi avec 4 buts.
| 28 juin 2010                              | Brésil                                    | 3 - 0   | Chili | Ellis Park Stadium, Johannesbourg                                  |                                                                    |
| 20:30 (UTC+2) · Historique des rencontres | Juan 34e · Luís Fabiano 38e · Robinho 59e | (2 - 0) |       | Spectateurs : 54 096 · Arbitrage : Howard Webb · Photos du match · | Spectateurs : 54 096 · Arbitrage : Howard Webb · Photos du match · |
| 20:30 (UTC+2) · Historique des rencontres | Rapport                                   |         |       | Spectateurs : 54 096 · Arbitrage : Howard Webb · Photos du match · | Spectateurs : 54 096 · Arbitrage : Howard Webb · Photos du match · |

Comme douze ans plus tôt, le Chili et le Brésil se retrouvent en huitièmes de finale. Et comme en 1998, le Brésil s'impose par trois buts d'écart. Les buts sont inscrits par Juan, sur corner, à la 34e minute, Luís Fabiano quatre minutes plus tard, et Robinho à la 59e minute. Score final 3-0.
| 29 juin 2010                              | Paraguay                                       | 0 - 0 a. p.       | Japon                          | Loftus Versfeld Stadium, Pretoria                                         |                                                                           |
| 16:00 (UTC+2) · Historique des rencontres |                                                | (0 - 0)           |                                | Spectateurs : 36 742 · Arbitrage : Frank De Bleeckere · Photos du match · | Spectateurs : 36 742 · Arbitrage : Frank De Bleeckere · Photos du match · |
| 16:00 (UTC+2) · Historique des rencontres | Rapport                                        |                   |                                | Spectateurs : 36 742 · Arbitrage : Frank De Bleeckere · Photos du match · | Spectateurs : 36 742 · Arbitrage : Frank De Bleeckere · Photos du match · |
| 16:00 (UTC+2) · Historique des rencontres | Barreto · Barrios · Riveros · Valdez · Cardozo | Tirs au but 5 - 3 | Endō · Hasebe · Komano · Honda | Spectateurs : 36 742 · Arbitrage : Frank De Bleeckere · Photos du match · | Spectateurs : 36 742 · Arbitrage : Frank De Bleeckere · Photos du match · |

Le Paraguay une nouvelle fois huitième-de-finaliste après 1986, 1998 et 2002, se qualifie enfin pour les quarts de finale, mais difficilement, à l'issue d'un match nul et vierge conclu par une séance de tirs au but où l'Albiroja ne manque aucun tir.
| 29 juin 2010                              | Espagne                 | 1 - 0   | Portugal | Green Point Stadium, Le Cap                                            |                                                                        |
| 20:30 (UTC+2) · Historique des rencontres | ( Xavi) David Villa 63e | (0 - 0) |          | Spectateurs : 62 955 · Arbitrage : Héctor Baldassi · Photos du match · | Spectateurs : 62 955 · Arbitrage : Héctor Baldassi · Photos du match · |
| 20:30 (UTC+2) · Historique des rencontres | Rapport                 |         |          | Spectateurs : 62 955 · Arbitrage : Héctor Baldassi · Photos du match · | Spectateurs : 62 955 · Arbitrage : Héctor Baldassi · Photos du match · |

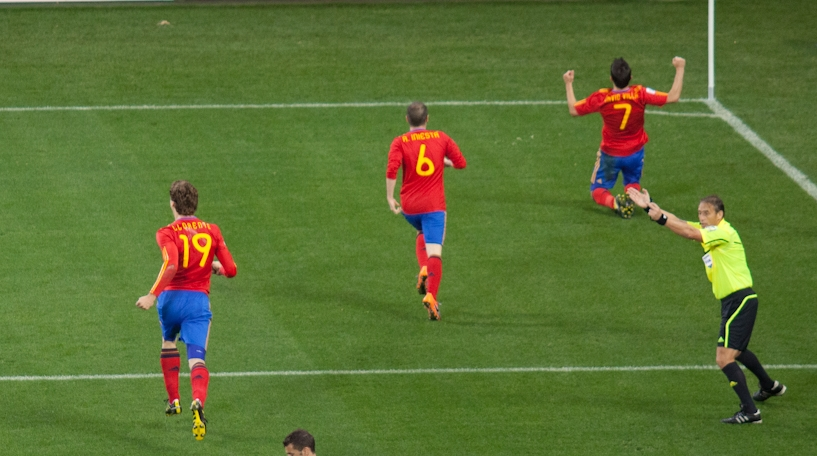
Joie des Espagnols et déception des Lusitaniens après le but de David Villa

La dernière rencontre des huitièmes de finale oppose les deux équipes ibériques. L'Espagne se qualifie pour les quarts de finale en s'imposant face au Portugal sur le plus petit des scores. Le but de David Villa à la 63e minute est validé malgré une position de hors-jeu du buteur.

#### Quarts de finale
| 2 juillet 2010                            | Uruguay                                          | 1 - 1 a. p.       | Ghana                                | Soccer City, Johannesbourg                                                  |                                                                             |
| 20:30 (UTC+2) · Historique des rencontres | Diego Forlán 55e                                 | (0 - 1, 1 - 1)    | 45+2e Sulley Muntari (Asamoah Gyan ) | Spectateurs : 84 017 · Arbitrage : Olegário Benquerença · Photos du match · | Spectateurs : 84 017 · Arbitrage : Olegário Benquerença · Photos du match · |
| 20:30 (UTC+2) · Historique des rencontres | Rapport                                          |                   |                                      | Spectateurs : 84 017 · Arbitrage : Olegário Benquerença · Photos du match · | Spectateurs : 84 017 · Arbitrage : Olegário Benquerença · Photos du match · |
| 20:30 (UTC+2) · Historique des rencontres | Forlán · Victorino · Scotti · M. Pereira · Abreu | Tirs au but 4 - 2 | Gyan · Appiah · Mensah · Adiyiah     | Spectateurs : 84 017 · Arbitrage : Olegário Benquerença · Photos du match · | Spectateurs : 84 017 · Arbitrage : Olegário Benquerença · Photos du match · |

Muntari ouvre le score pour le Ghana sur un boulet de canon dans le temps additionnel de la 1re période (1-0, 45e+2), tandis que Forlan égalise pour l'Uruguay en seconde mi-temps (1-1, 55e). Le match est serré et va jusqu'au bout de la prolongation, où les Sud-Américains souffrent physiquement face aux Africains plus incisifs. À la dernière minute Luis Suárez réalise un sauvetage désespéré sur sa ligne de but en sortant le ballon de la main. Ce geste volontaire, qualifié de scandaleux par les uns ou de "sacrifice" par les autres, entraine son expulsion logique et le Ghana obtient un penalty. Gyan rate l'occasion unique de propulser le Ghana en demi-finale en tirant sur la barre transversale et le match se termine sur le score nul de 1-1. Lors de la séance de tirs au but, les Ghanéens voient leurs tirs interceptés. Le dernier tireur de la Céleste, l'attaquant Abreu, ne tremble pas et qualifie son équipe en demi-finale pour la première fois depuis 40 ans en marquant d'une panenka.
| 2 juillet 2010                            | Pays-Bas                | 2 - 1   | Brésil      | Nelson Mandela Bay Stadium, Port Elizabeth                              |                                                                         |
| 16:00 (UTC+2) · Historique des rencontres | Wesley Sneijder 53e 68e | (0 - 1) | 10e Robinho | Spectateurs : 40 186 · Arbitrage : Yūichi Nishimura · Photos du match · | Spectateurs : 40 186 · Arbitrage : Yūichi Nishimura · Photos du match · |
| 16:00 (UTC+2) · Historique des rencontres | Rapport                 |         |             | Spectateurs : 40 186 · Arbitrage : Yūichi Nishimura · Photos du match · | Spectateurs : 40 186 · Arbitrage : Yūichi Nishimura · Photos du match · |

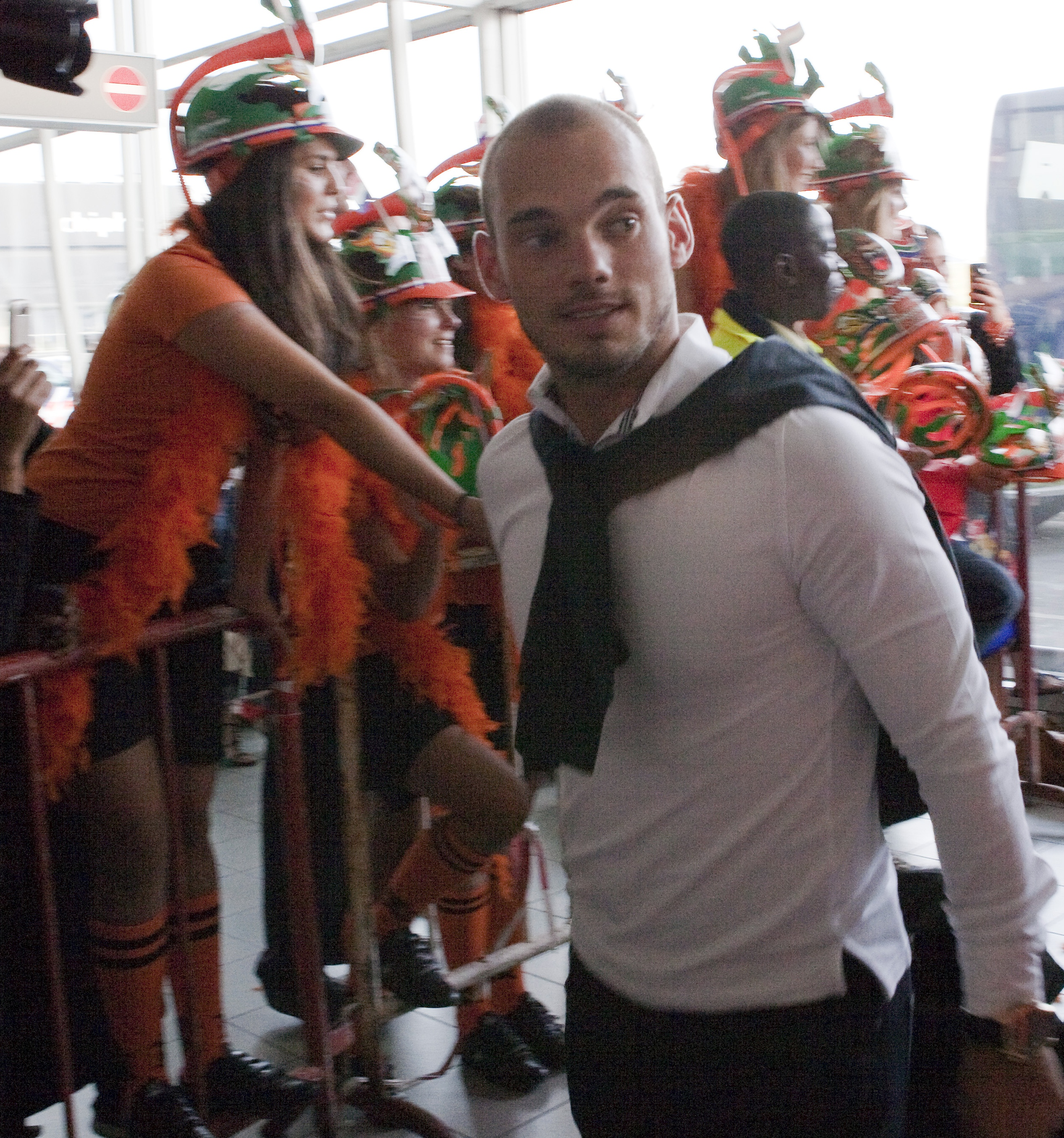
Wesley Sneijder, héros néerlandais des quarts de finale.

Le Brésil ouvre rapidement le score par Robinho à la 10e minute, mais les Néerlandais restent dans le match et égalisent grâce à un centre de Sneijder détourné par Felipe Melo. Ce même Sneijder inscrit le but de la victoire et de la qualification pour les demi-finales pour les Pays-Bas. C'est la première fois depuis la coupe du monde 1974 que les Oranje battent les Auriverdes.
| 3 juillet 2010                            | Argentine | 0 - 4   | Allemagne                                                      | Cape Town Stadium, Le Cap                                              |                                                                        |
| 16:00 (UTC+2) · Historique des rencontres |           | (0 - 1) | 3e Thomas Müller · 68e 89e Miroslav Klose · 74e Arne Friedrich | Spectateurs : 64 100 · Arbitrage : Ravshan Irmatov · Photos du match · | Spectateurs : 64 100 · Arbitrage : Ravshan Irmatov · Photos du match · |
| 16:00 (UTC+2) · Historique des rencontres | Rapport   |         |                                                                | Spectateurs : 64 100 · Arbitrage : Ravshan Irmatov · Photos du match · | Spectateurs : 64 100 · Arbitrage : Ravshan Irmatov · Photos du match · |

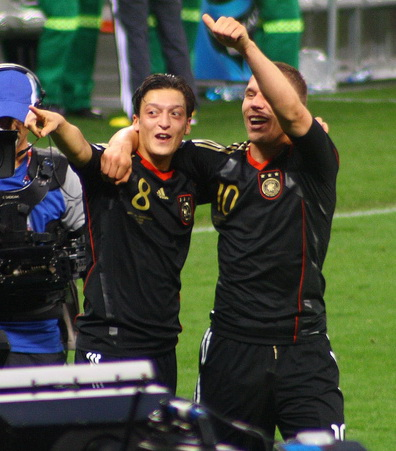
Les Allemands Özil et Podolski.

Comme en 2006, l'Allemagne et l'Argentine se retrouvent opposés en quarts de finale. Mais contrairement à la précédente édition où les joueurs avaient dû disputer les tirs au but, une équipe prend cette fois-ci largement le dessus sur son adversaire. L'Allemagne ouvre ainsi le score rapidement par Thomas Müller à la 3e minute. En deuxième mi-temps, Miroslav Klose double la mise (2-0, 68e) et Friedrich marque le troisième but allemand de la rencontre (3-0, 74e). Klose inscrit le quatrième et dernier but de l'Allemagne et réalise le doublé (4-0, 89e). Klose devient alors à ce moment-là le deuxième meilleur buteur de l'histoire de la Coupe du monde avec 14 buts. La Star argentine Lionel Messi quitte le Mondial sans avoir marqué le moindre but.
| 3 juillet 2010                            | Paraguay | 0 - 1   | Espagne                  | Ellis Park Stadium, Johannesbourg                                    |                                                                      |
| 20:30 (UTC+2) · Historique des rencontres |          | (0 - 0) | 83e David Villa (Pedro ) | Spectateurs : 55 359 · Arbitrage : Carlos Batres · Photos du match · | Spectateurs : 55 359 · Arbitrage : Carlos Batres · Photos du match · |
| 20:30 (UTC+2) · Historique des rencontres | Rapport  |         |                          | Spectateurs : 55 359 · Arbitrage : Carlos Batres · Photos du match · | Spectateurs : 55 359 · Arbitrage : Carlos Batres · Photos du match · |

L'Espagne vient à bout de solides paraguayens au terme d'un match rocambolesque : un but du Paraguay est refusé pour un hors-jeu, puis un premier penalty pour les Sud-Américains est d'abord arrêté par Casillas. Dans la minute qui suit, sur la relance, un penalty est sifflé en faveur des Espagnols cette fois-ci. Il est transformé mais refusé pour faute et doit être retiré. La deuxième tentative est un échec. Enfin, le but victorieux espagnol de David Villa n'est pas marqué sans mal, car le ballon tape sur les deux poteaux avant de rentrer. L'Espagne atteint pour la deuxième fois le dernier carré du Mondial, 60 ans après la Coupe du monde 1950.

#### Demi-finales
| 6 juillet 2010                            | Uruguay                                                                       | 2 - 3   | Pays-Bas | Cape Town Stadium, Le Cap                                              |                                                                        |
| 20:30 (UTC+2) · Historique des rencontres | ( Walter Gargano) Diego Forlán 41e · ( Mauricio Victorino) Maxi Pereira 90+2e | (1 - 1) | 18e Giovanni van Bronckhorst (Demy de Zeeuw ) · 70e Wesley Sneijder (Robin van Persie ) · 73e Arjen Robben (Dirk Kuyt ) | Spectateurs : 62 479 · Arbitrage : Ravshan Irmatov · Photos du match · | Spectateurs : 62 479 · Arbitrage : Ravshan Irmatov · Photos du match · |
| 20:30 (UTC+2) · Historique des rencontres | Rapport                                                                       |         | | Spectateurs : 62 479 · Arbitrage : Ravshan Irmatov · Photos du match · | Spectateurs : 62 479 · Arbitrage : Ravshan Irmatov · Photos du match · |

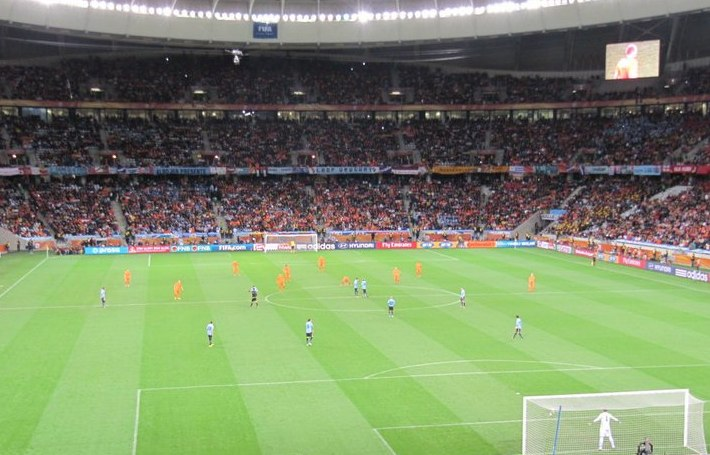
Demi-finale Uruguay - Pays-Bas.

Les Pays-Bas disputent leur première demi-finale depuis 1998. Ils s'imposent 3 buts à 2 contre l'Uruguay au terme d'un match spectaculaire jusqu'au bout du temps additionnel, riche en rebondissements avec le deuxième but uruguayen suivi d'occasions d'égalisation.
À ce stade, les Néerlandais sont, par ailleurs, les seuls à avoir remporté tous leurs matches (les Allemands et les Espagnols ayant, au premier tour, respectivement perdu contre les Serbes et les Suisses). Les Pays-Bas se retrouvent, plus de trente ans après 1974 et 1978, pour la troisième fois en finale.
| 7 juillet 2010                            | Allemagne | 0 - 1   | Espagne                  | Moses Mabhida Stadium, Durban                                        |                                                                      |
| 20:30 (UTC+2) · Historique des rencontres |           | (0 - 0) | 73e Carles Puyol (Xavi ) | Spectateurs : 60 960 · Arbitrage : Viktor Kassai · Photos du match · | Spectateurs : 60 960 · Arbitrage : Viktor Kassai · Photos du match · |
| 20:30 (UTC+2) · Historique des rencontres | Rapport   |         |                          | Spectateurs : 60 960 · Arbitrage : Viktor Kassai · Photos du match · | Spectateurs : 60 960 · Arbitrage : Viktor Kassai · Photos du match · |

Cette seconde demi-finale constitue la même affiche que la finale du championnat d'Europe de football 2008, et le résultat est le même : victoire espagnole 1-0. Le but est signé Carles Puyol à la 73e minute, de la tête sur corner ; il qualifie l'Espagne pour la première finale de Coupe du monde de son histoire.
C'est la première fois depuis 1978 que deux équipes n'ayant jamais remporté la Coupe du monde vont se rencontrer en finale.

#### Match pour la troisième place
| 10 juillet 2010                           | Uruguay                                                                | 2 - 3   | Allemagne                                                                                             | Nelson Mandela Bay Stadium, Port Elizabeth                              |                                                                         |
| 20:30 (UTC+2) · Historique des rencontres | ( Luis Suárez) Edinson Cavani 28e · ( Egidio Arévalo) Diego Forlán 51e | (1 - 1) | 19e Thomas Müller (Bastian Schweinsteiger ) · 56e Marcell Jansen (Jérôme Boateng ) · 82e Sami Khedira | Spectateurs : 36 254 · Arbitrage : Benito Archundia · Photos du match · | Spectateurs : 36 254 · Arbitrage : Benito Archundia · Photos du match · |
| 20:30 (UTC+2) · Historique des rencontres | Rapport                                                                |         | | Spectateurs : 36 254 · Arbitrage : Benito Archundia · Photos du match · | Spectateurs : 36 254 · Arbitrage : Benito Archundia · Photos du match · |

L'Allemagne ouvre le score par Muller à la 19e minute à la suite d'une frappe de Schweinsteiger mal repoussée par Muslera. À la 28e, à la suite d'une récupération de Diego Perez au milieu de terrain, Suarez envoie Cavani et ce dernier égalise en trompant Butt (1-1). Au début de la seconde mi-temps, Diego Forlan, élu meilleur joueur de la compétition, bien servi par Arevalo envoie une reprise de volée magistrale dans les cages de Butt qui donne l'avantage à l'Uruguay (51e, 2-1). Quelques minutes plus tard, sur un centre de Boateng, Jansen devance la sortie de Muslera et marque le but de l'égalisation (56e, 2-2). Dans les dernières minutes du match, sur un corner et un cafouillage de la défense uruguayenne, Khedira marque de la tête le but de la victoire (82e, 3-2) pour l'Allemagne qui termine à 3e place, comme en 2006. Il s'agit du troisième podium consécutif en Coupe du monde pour la Mannschaft.

#### Finale
| Finale                                                      | Pays-Bas | 0 - 1 a. p. | Espagne                         | Soccer City, Johannesbourg                                         |                                                                    |
| 11 juillet 2010 · 20:30 (UTC+2) · Historique des rencontres |          | (0 - 0)     | 116e Andrés Iniesta (Fàbregas ) | Spectateurs : 84 490 · Arbitrage : Howard Webb · Photos du match · | Spectateurs : 84 490 · Arbitrage : Howard Webb · Photos du match · |
| 11 juillet 2010 · 20:30 (UTC+2) · Historique des rencontres | Rapport  |             |                                 | Spectateurs : 84 490 · Arbitrage : Howard Webb · Photos du match · | Spectateurs : 84 490 · Arbitrage : Howard Webb · Photos du match · |

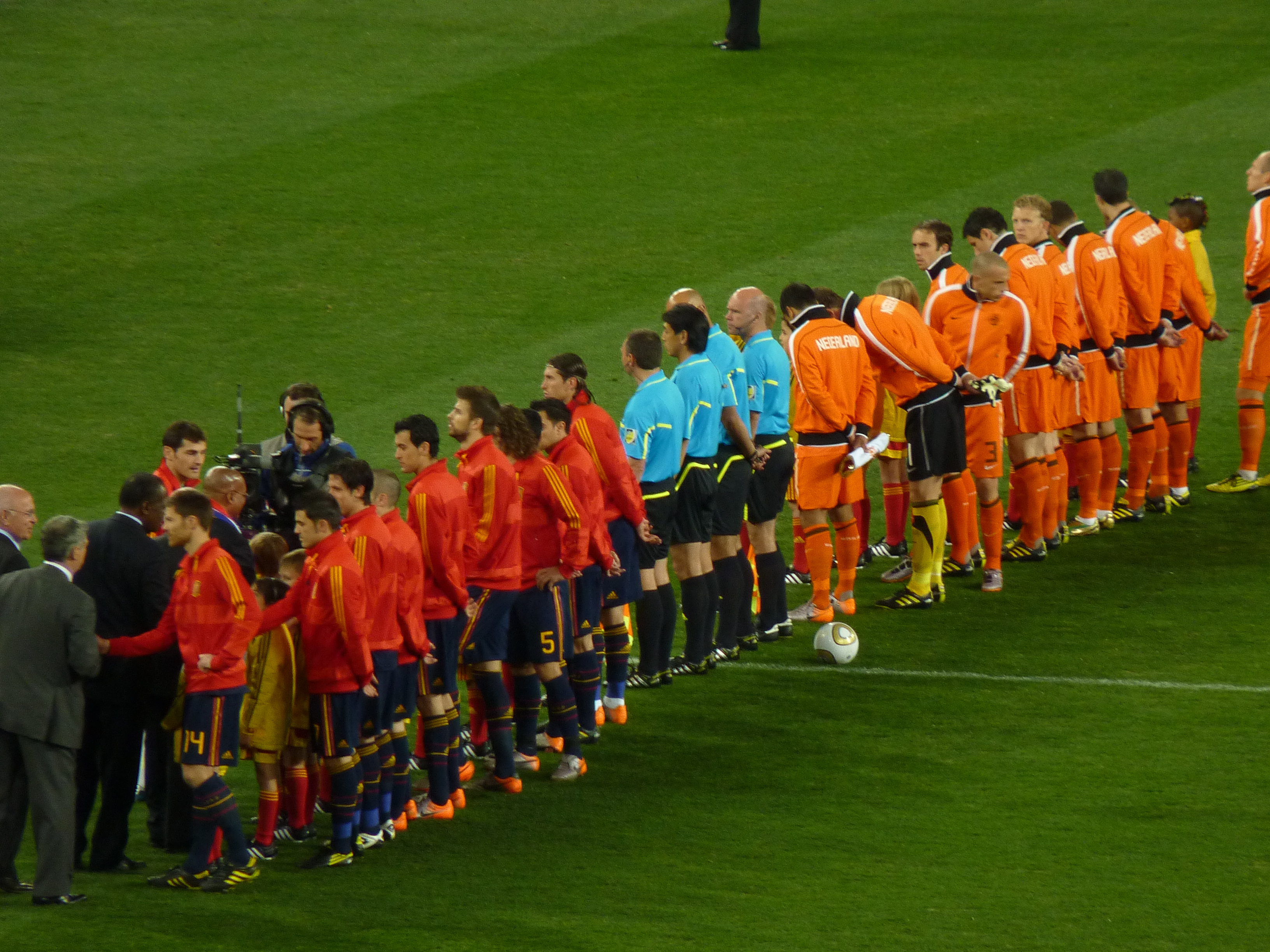
Présentation des équipes avant le coup d'envoi de la finale.

L'Espagne gagne la Coupe du monde 2010 en battant Pays-Bas sur le score de 1 à 0 après prolongation. Le match est ponctué par un nombre record de 14 cartons jaunes décernés par l'arbitre anglais Howard Webb,, dont 9 sanctionnent le jeu rugueux de l’équipe des Pays-Bas. Le but a été marqué à la 116e minute par Andrés Iniesta lors de la prolongation. Les Néerlandais perdent pour la 3e fois en finale, tandis qu'il s'agit du premier trophée mondial pour les Espagnols,.

### Cérémonie de clôture

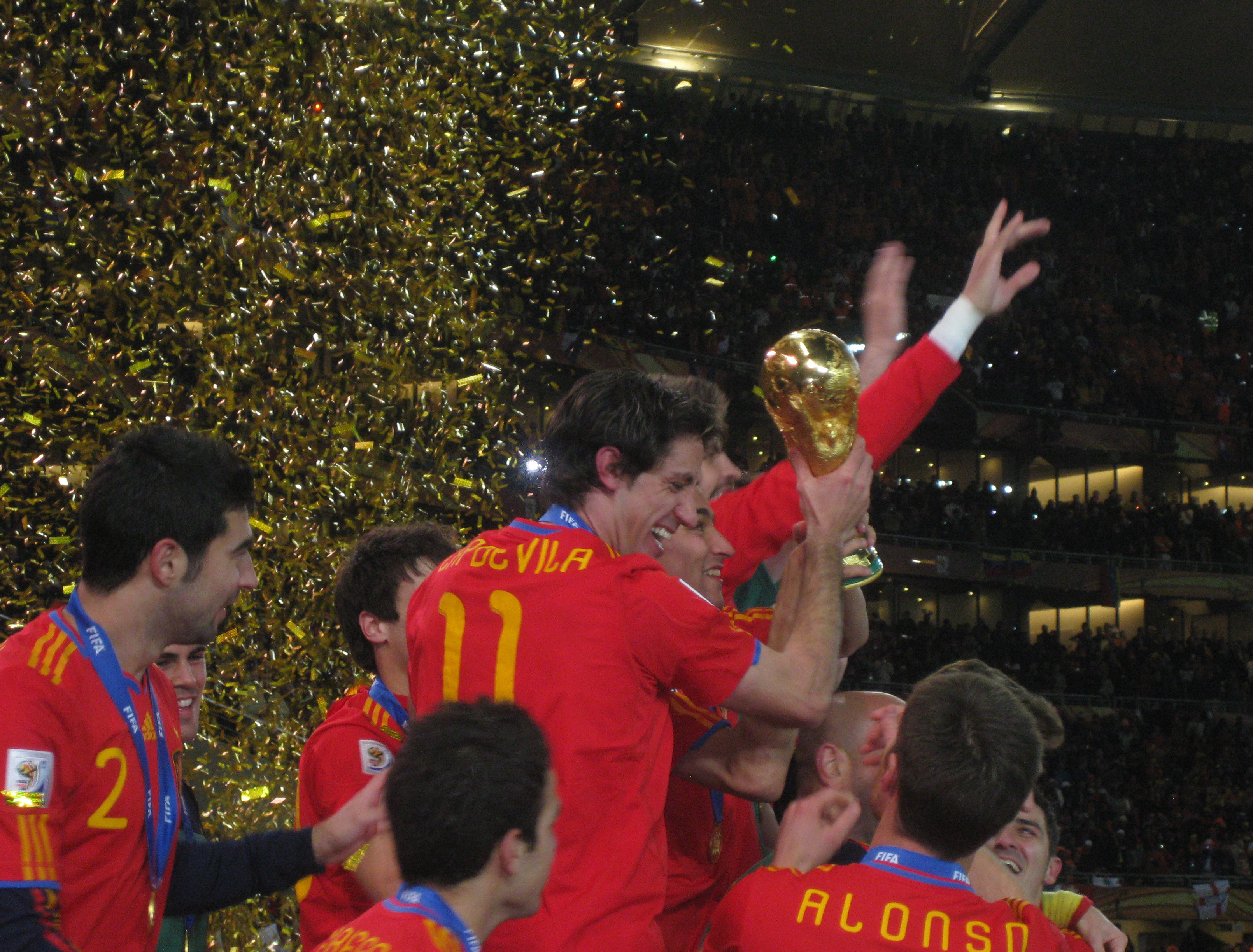
Joan Capdevila brandissant le trophée avec son équipe.

La cérémonie de clôture, qui a lieu le 11 juillet devant 85 000 supporteurs avant la finale entre les Pays-Bas et l'Espagne, est marquée par une apparition de Nelson Mandela. Le spectacle sons et lumières est ouvert par Shakira, accompagnée par les Sud-Africains Freshlyground et des centaines de danseurs, avec l'hymne du Mondial Waka Waka. Il prend fin par le mot « merci » projeté en plusieurs langues sur le terrain.

## Statistiques, classements et buteurs

### Statistiques
Les 32 équipes présentes disputent un total de 64 rencontres : 48 au premier tour et 16 dans la phase à élimination directe. Un total de 145 buts sont marqués, soit 2,27 par match. Les arbitres distribuent 253 cartons jaunes, 8 fois un double carton jaune et 9 cartons rouges. L'affluence totale est de 3 178 856 spectateurs.

### Nombre d'équipes par confédération et par tour
Il s'agit de la première édition, hors du vieux continent, remportée par une équipe européenne.
Le Brésil a quant à lui été par quatre fois vainqueur hors d'Amérique du Sud. En effet, champion en 1958 en Suède, il s'est par la suite imposé par deux fois en Amérique du Nord (Mexique 1970 et États-Unis 1994) puis en Asie (Corée - Japon 2002). Victorieuse chez elle en 1978, l'Argentine a également été sacrée en 1986 lors de la seconde Coupe du monde organisée au Mexique.
Si l'on considère les Amériques (Nord, Sud et centrale) comme un seul continent, le représentant latino-américain s'est vu décerner le trophée à deux reprises hors de ses terres (1958 et 2002).
| Confédération | Phase de groupes | Huitièmes de finale | Quarts de finale | Demi-finales | Finale | Victoire |
| ------------- | ---------------- | ------------------- | ---------------- | ------------ | ------ | -------- |
| UEFA          | 13               | 6                   | 3                | 3            | 2      | 1        |
| CAF           | 6                | 1                   | 1                |              |        |          |
| CONMEBOL      | 5                | 5                   | 4                | 1            |        |          |
| AFC           | 4                | 2                   |                  |              |        |          |
| CONCACAF      | 3                | 2                   |                  |              |        |          |
| OFC           | 1                |                     |                  |              |        |          |
| Total         | 32               | 16                  | 8                | 4            | 2      | 1        |

### Classement de la compétition
Le classement complet des 32 équipes ayant participé au tournoi prend en compte, en plus du stade de la compétition atteint, le nombre total de points obtenus, puis la différence de buts et enfin le nombre de buts inscrits. Le nombre de points est calculé de la même manière que pour le premier tour, à savoir en attribuant 3 points pour un match gagné, 1 point pour un match nul et 0 point pour une défaite.
Parmi les huit premiers, se trouvent trois équipes européennes, quatre sud-américaines et une africaine.
Le Ghana, qui se classe 7e, est la meilleure équipe africaine de cette coupe du monde et la seule à avoir dépassé le premier tour. Elle est privée aux tirs au but d'une première demi-finale africaine. La meilleure sélection représentant l'Asie est le Japon qui prend la 9e position devant la Corée du Sud qui finit 15e en étant également éliminée en huitièmes de finale. Les sélections sud- et nord-américaines les mieux classées sont respectivement celles de l'Uruguay, 4e et des États-Unis, 12e. Le représentant de l'Océanie, la Nouvelle-Zélande, termine la compétition à la 22e place, et seule équipe invaincue du tournoi.

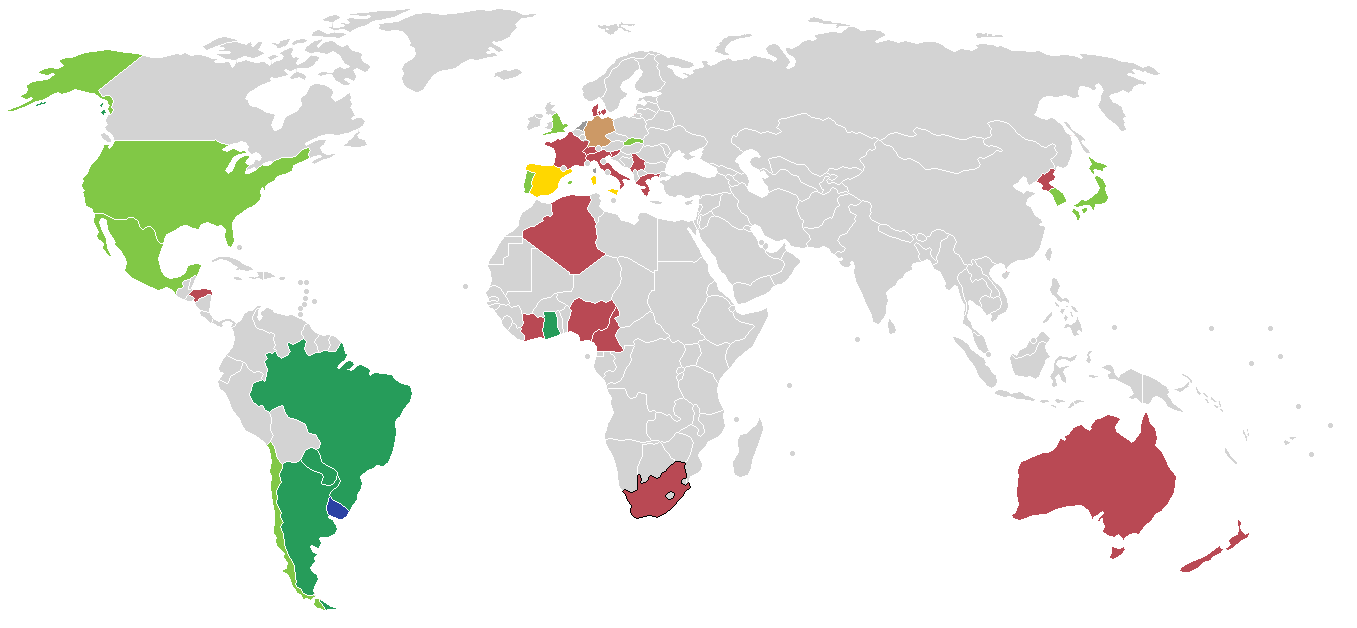
Classement de la coupe du monde :
Vainqueur
Finaliste
Troisième
Quatrième
Quart de finale
Huitième de finale
Premier tour
Non qualifiés
- Pays organisateur

| Place              | Nation       | Stade de la compétition |
| ------------------ | ------------ | ----------------------- |
| Médaille d'or      | Espagne      | Vainqueur               |
| Médaille d'argent  | Pays-Bas     | Finale                  |
| Médaille de bronze | Allemagne    | Demi-finale             |
| 4                  | Uruguay      | Demi-finale             |
| 5                  | Argentine    | Quarts de finale        |
| 6                  | Brésil       | Quarts de finale        |
| 7                  | Ghana        | Quarts de finale        |
| 8                  | Paraguay     | Quarts de finale        |
| 9                  | Japon        | Huitièmes de finale     |
| 10                 | Chili        | Huitièmes de finale     |
| 11                 | Portugal     | Huitièmes de finale     |
| 12                 | États-Unis   | Huitièmes de finale     |
| 13                 | Angleterre   | Huitièmes de finale     |
| 14                 | Mexique      | Huitièmes de finale     |
| 15                 | Corée du Sud | Huitièmes de finale     |
| 16                 | Slovaquie    | Huitièmes de finale     |

| Place | Nation           | Stade de la compétition |
| ----- | ---------------- | ----------------------- |
| 17    | Côte d'Ivoire    | Premier tour            |
| 18    | Slovénie         | Premier tour            |
| 19    | Suisse           | Premier tour            |
| 20    | Afrique du Sud   | Premier tour            |
| 21    | Australie        | Premier tour            |
| 22    | Nouvelle-Zélande | Premier tour            |
| 23    | Serbie           | Premier tour            |
| 24    | Danemark         | Premier tour            |
| 25    | Grèce            | Premier tour            |
| 26    | Italie           | Premier tour            |
| 27    | Nigeria          | Premier tour            |
| 28    | Algérie          | Premier tour            |
| 29    | France           | Premier tour            |
| 30    | Honduras         | Premier tour            |
| 31    | Cameroun         | Premier tour            |
| 32    | Corée du Nord    | Premier tour            |

### Hommes du match
| 4 fois - Wesley Sneijder 3 fois - Andrés Iniesta - Keisuke Honda - Cristiano Ronaldo - Diego Forlán | 2 fois - Thomas Müller - Park Ji-sung - Xavi - Landon Donovan - Asamoah Gyan - Vincent Enyeama - Róbert Vittek - Luis Suárez | 1 fois - Katlego Mphela - Siphiwe Tshabalala - Mesut Özil - Lukas Podolski - Bastian Schweinsteiger - Ashley Cole - James Milner - Gonzalo Higuaín - Lionel Messi - Carlos Tévez - Tim Cahill | 1 fois (suite) - Luís Fabiano - Maicon - Robinho - Jean Beausejour - Mark González - Didier Drogba - Daniel Agger - David Villa - Tim Howard - André Ayew - Noel Valladares | 1 fois (suite) - Daniele De Rossi - Chicharito - Antolín Alcaraz - Roque Santa Cruz - Enrique Vera - Arjen Robben - Robin van Persie - Vladimir Stojković - Robert Koren - Gelson Fernandes |

### Ballon d'or du meilleur joueur
Le Ballon d'or Adidas est la récompense attribuée au meilleur joueur de la Coupe du monde 2010.
| Place              | Joueur          |
| ------------------ | --------------- |
| Médaille d'or      | Diego Forlán    |
| Médaille d'argent  | Wesley Sneijder |
| Médaille de bronze | David Villa     |

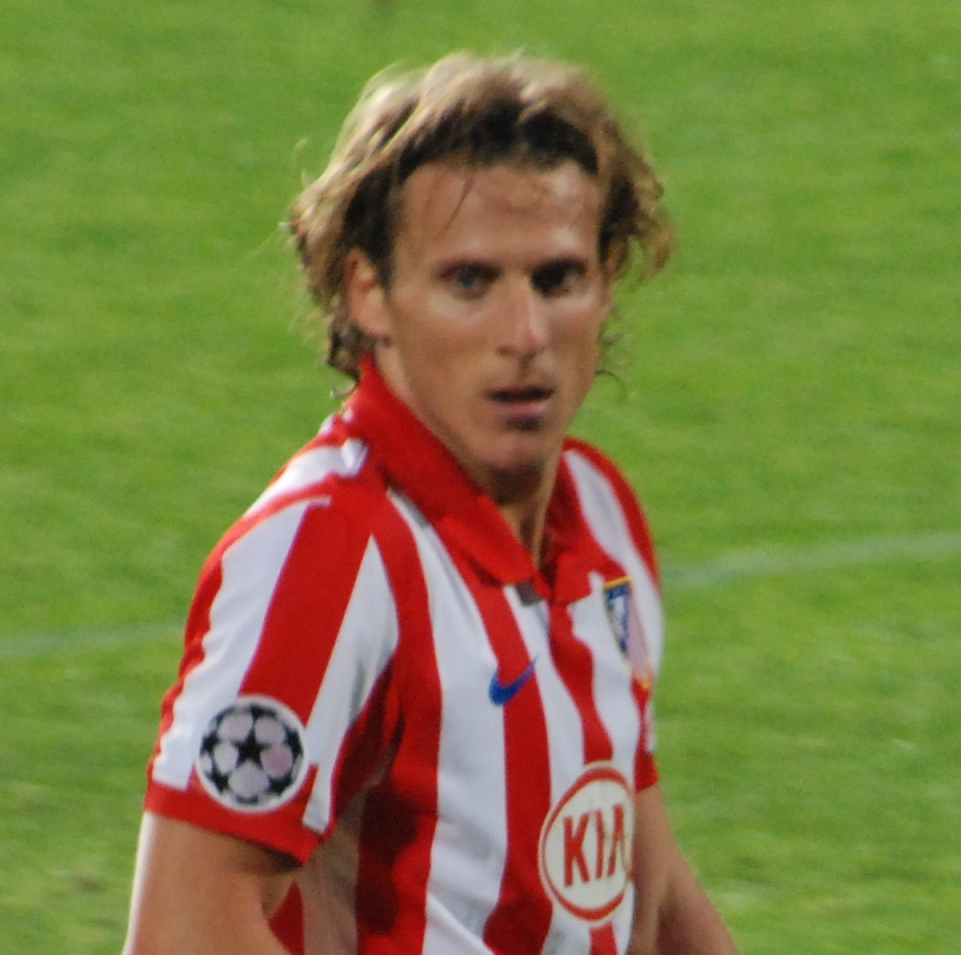
Diego Forlán
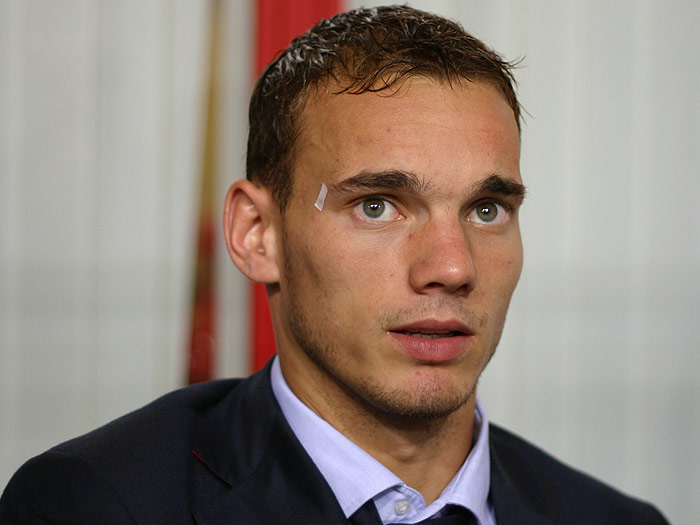
Wesley Sneijder
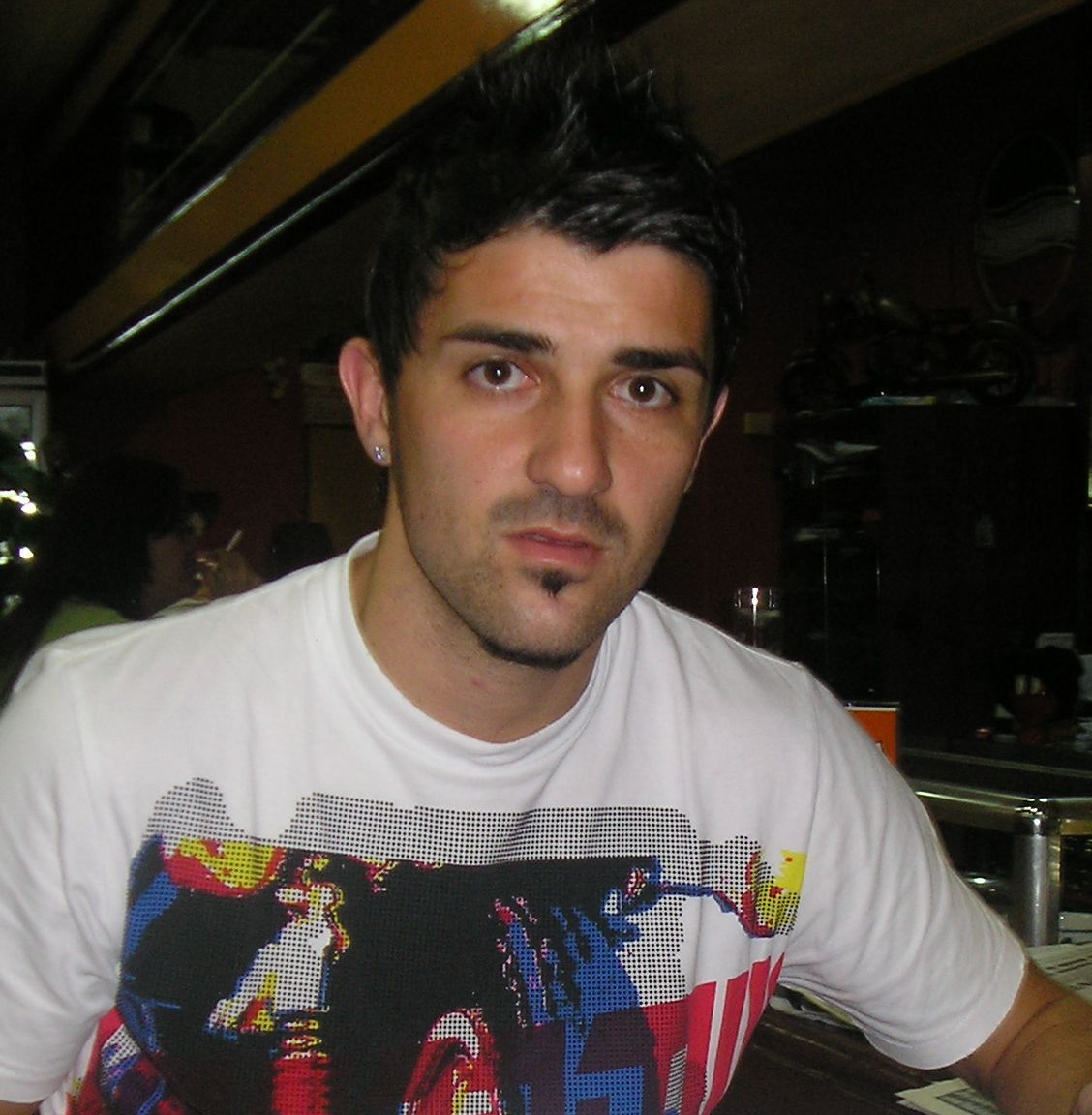
David Villa

### Soulier d'or du meilleur buteur
Le Soulier d'or est attribué au meilleur buteur de la compétition.

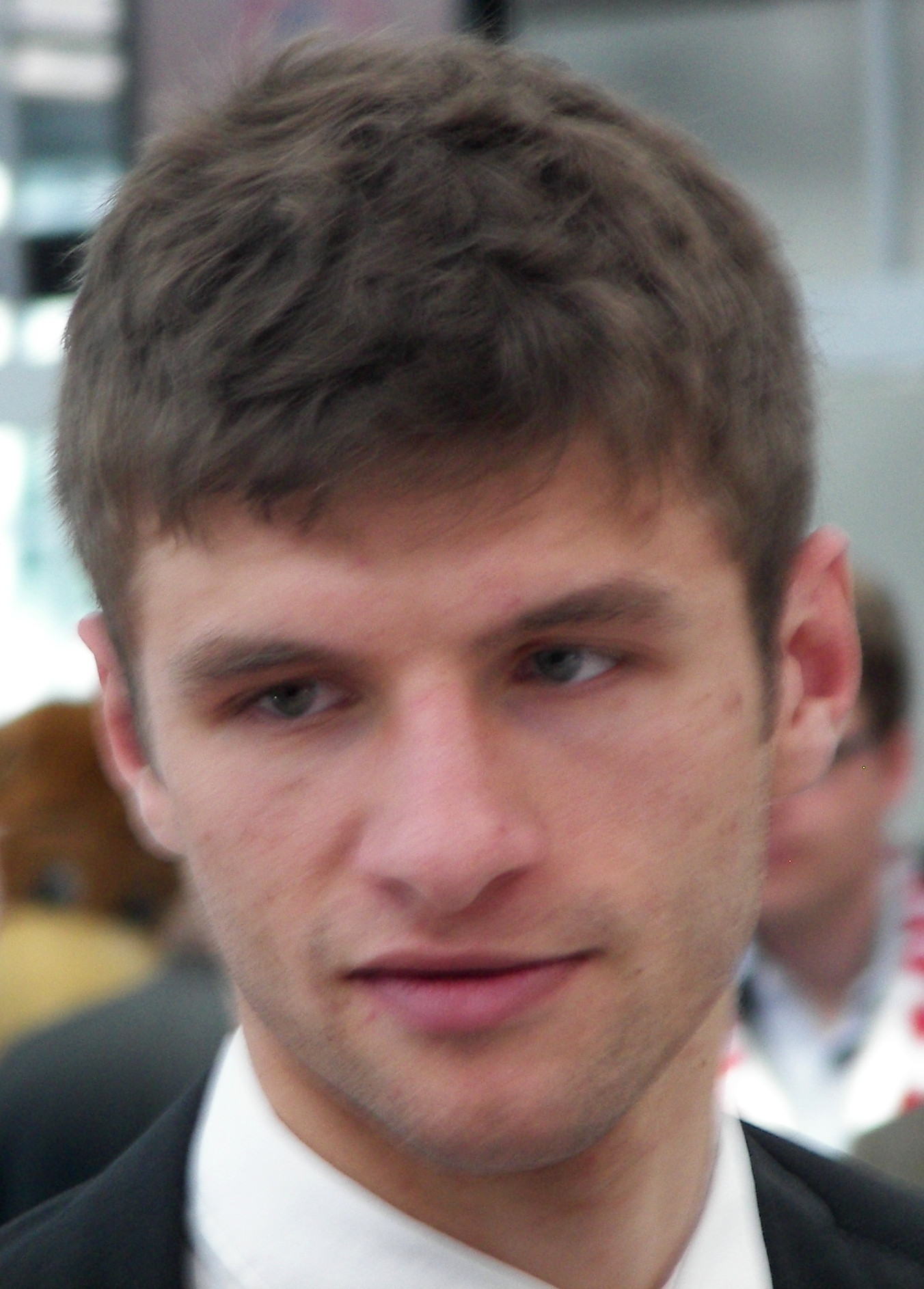
Thomas Müller, auteur de cinq buts au cours du tournoi, se voit décerner le soulier d'or.

| Place              | Joueur          | Buts | Passes décisives | Temps de jeu |
| ------------------ | --------------- | ---- | ---------------- | ------------ |
| Médaille d'or      | Thomas Müller   | 5    | 3                | 473          |
| Médaille d'argent  | David Villa     | 5    | 1                | 635          |
| Médaille de bronze | Wesley Sneijder | 5    | 1                | 652          |
| 4                  | Diego Forlán    | 5    | 1                | 654          |
| 5                  | Gonzalo Higuaín | 4    | 0                | 341          |
| 6                  | Róbert Vittek   | 4    | 0                | 353          |
| 7                  | Miroslav Klose  | 4    | 0                | 357          |
| 8                  | Luis Suárez     | 3    | 2                | 543          |
| 9                  | Landon Donovan  | 3    | 0                | 390          |
| 10                 | Luís Fabiano    | 3    | 0                | 418          |

### All-star team
Les meilleurs joueurs de la Coupe du monde font partie d'une équipe dite all-star sélectionnée par la FIFA. La composition de cette équipe est arrêtée entre les demi-finales et la finale.
Voici l'équipe idéale de la Coupe du monde 2010 :
| Gardien       | Défenseurs                                            | Milieux                                                              | Attaquants               |
| ------------- | ----------------------------------------------------- | -------------------------------------------------------------------- | ------------------------ |
| Iker Casillas | Maicon Douglas Philipp Lahm Carles Puyol Sergio Ramos | Xavi Hernández Andrés Iniesta Bastian Schweinsteiger Wesley Sneijder | Diego Forlán David Villa |

### Récompenses annexes
| Prix                  | Lauréat       |
| --------------------- | ------------- |
| Meilleur gardien      | Iker Casillas |
| Meilleur jeune joueur | Thomas Müller |
| Prix du fair-play     | Espagne       |

### Exclusion
Le joueur français Nicolas Anelka a été exclu le 19 juin par sa fédération pour avoir proféré des insultes envers son entraîneur Raymond Domenech — l'entraîneur de l'équipe de France minimise et parle de simple « fait de vestiaire » — lors de la mi-temps du match France - Mexique. Aucun joueur ne pouvait être appelé pour le remplacer.

## Aspects socio-économiques de la Coupe du monde

### Vuvuzelas: l'identité sonore du mondial 2010

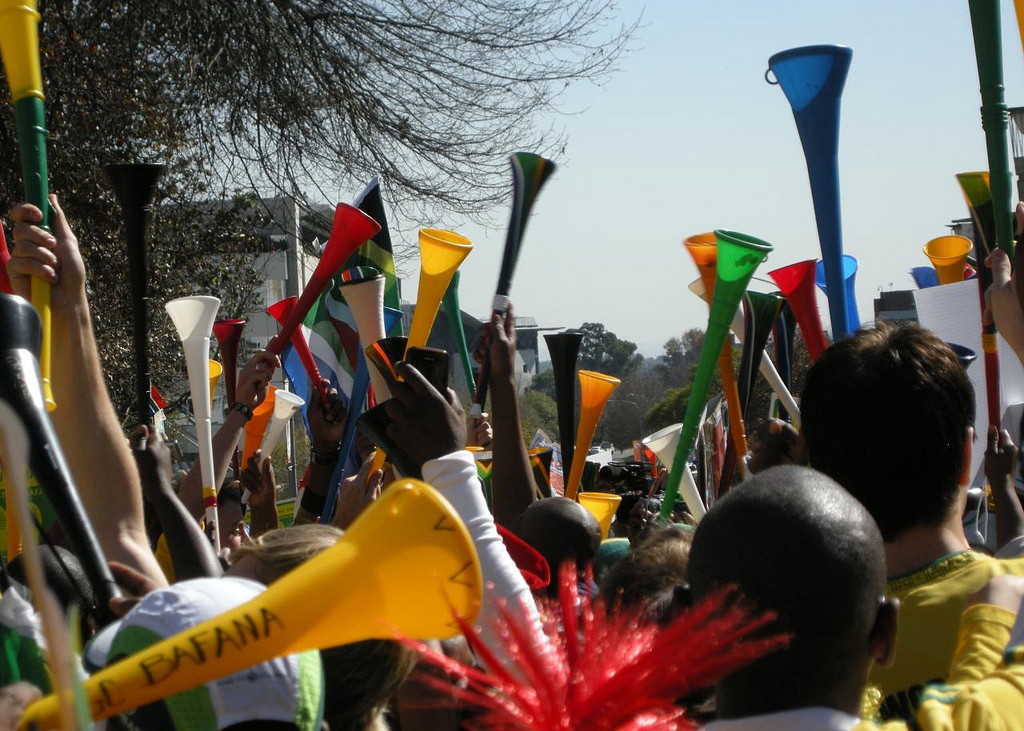
Des supporteurs équipés de vuvuzelas multicolores.

La vuvuzela, instrument d'environ un mètre de long, a reçu de vives critiques de la part des spectateurs, des journalistes, des entraineurs et des joueurs. La vuvuzela est rapidement devenue le symbole, la star et le cauchemar du mondial,, en raison de son omniprésence sonore lors des matchs. Le joueur Lionel Messi a notamment déclaré « qu'il était absolument impossible de dire quelque chose à un équipier » sur le terrain.
Le comité d'organisation a refusé d'interdire la vuvuzela dans les stades, l'instrument faisant partie de la culture sud-africaine,,. Les vuvuzelas ont reçu le soutien du sélectionneur des Bafana Bafana, Carlos Alberto Parreira, qui a déclaré que les vuvuzelas étaient leur « 12e joueur ».

### Paul le poulpe: l'oracle du mondial 2010
Paul le poulpe, une pieuvre commune, célèbre en Allemagne pour ses « prédictions » sur les résultats des matchs de l'équipe d'Allemagne de football, a acquis une notoriété mondiale au cours de la compétition. Paul a ainsi correctement annoncé le vainqueur des sept matches disputés par les Allemands et a prédit la victoire de l'Espagne en finale.

### Médias
Selon la FIFA, la Coupe du monde a été vue par plus de 3,2 milliards de téléspectateurs, soit une augmentation de 8 % par rapport à la édition précédente de 2006. L'audience moyenne par match était de 188,4 millions de téléspectateurs, ce qui représente une hausse de 6 % par rapport à 2006. Le match le plus suivi de la compétition a été la finale entre l'Espagne et les Pays-Bas avec 909,6 millions de téléspectateurs,.
Plusieurs records d'audience ont été battus, notamment en Afrique du Sud, le pays organisateur, où le deuxième match de l'équipe nationale contre l'Uruguay a rassemblé 10,15 millions de téléspectateurs ou encore en Allemagne, où la demi-finale contre l'Espagne a été suivie par plus de 30 millions de personnes.

### Économie autour du mondial
Le prix des places délivrées sur place est de 12 euros environ pour les matchs de poule ; à noter que le salaire moyen d'un ouvrier sud-africain est de 60 euros par mois. Le prix des places « sec » délivrées par la FIFA est de 150 euros pour les premiers tours ; à cela il faut ajouter les billets d'avion, l'hébergement et les déplacements pour aller dans la ville où se jouent les matches plus les allers/retours stades/hôtels. Certains voyagistes proposent des « packs » tout compris.
Le prix des places « sec » pour les phases finales atteint 1 500 euros ou plus suivant le placement dans le stade.
Les Sud-Africains attendent 450 000 visiteurs entre le 11 juin et le 11 juillet. L'aéroport OR Tambo (du nom d'un ancien dirigeant de l'ANC) est le plus gros « hub » d'Afrique ; son trafic annuel est de 12 millions de passagers. De là repartent des vols pour la Namibie, la Zambie et les chutes Victoria, le Mozambique, Madagascar et les principales villes sud-africaines qui se trouvent à 1 000 ou 1 500 km de Johannesbourg.
Le bilan carbone événementiel de cette manifestation est évalué à 2,75 millions équivalent CO2, soit 9 fois plus que la Coupe du monde de 2006 en Allemagne. Cette explosion vient du fait que l’Afrique du Sud est loin de tous les centres économiques mondiaux (notamment la triade: États-Unis, Japon, Europe) et que 80 % des émissions dépendent des transports des visiteurs et participants. Pour alléger l'empreinte carbone, la FIFA et le comité sud-africain pour l’organisation locale ont lancé l'initiative « Green Goal » (littéralement But vert) : l’eau destinée à l’approvisionnement des stades est en majorité de l’eau de pluie, les denrées alimentaires sont vendues dans des emballages à usage multiple et recyclables, investissement dans des panneaux solaires pour l'alimentation électrique des stades, les spectateurs reçoivent un « passeport vert » les incitant notamment à privilégier les transports publics, etc.

### Équipementiers
La coupe du monde met également en concurrence les équipementiers sportifs. La marque allemande Adidas est la plus représentée avec douze équipes dont six sélections européennes. Nike et Puma suivent en fournissant l'équipement de respectivement neuf et sept équipes nationales présentes en Afrique du Sud. Mais on trouve des équipementiers ayant seulement une équipe comme Brooks, Umbro, Legea ou Joma.
- Adidas : Afrique du Sud, Allemagne, Argentine, Danemark, Espagne, France, Grèce, Japon, Mexique, Nigeria, Paraguay et Slovaquie.
- Puma : Algérie, Cameroun, Côte d'Ivoire, Ghana, Italie, Suisse et Uruguay.
- Nike : Australie, Brésil, Corée du Sud, États-Unis, Nouvelle-Zélande, Pays-Bas, Portugal, Serbie  et Slovénie.
- Umbro : Angleterre.
- Brooks : Chili
- Legea : Corée du Nord
- Joma : Honduras

### Polémique autour des questions de prévention du sida
La semaine précédant la cérémonie d'ouverture, la FIFA et le Comité local ont été accusés par des structures associatives et institutionnelles sud-africaines de lutte contre le sida de bloquer des actions d'information sur le VIH et de distribution de matériel de prévention. La FIFA a rejeté ces accusations, faisant valoir un partenariat entre Sony, un de ses partenaires officiels et une association faisant de la prévention auprès de jeunes footballeurs sud-africains.

### Parrainage
Les sponsors de la Coupe du Monde 2010 sont répartis en trois catégories : Partenaires FIFA, Sponsors de la Coupe du Monde FIFA et Supporters Nationaux,,,.
| Partenaires de la FIFA                                                | Sponsors de la Coupe du Monde FIFA | Supporters nationaux                                                                                               |
| --------------------------------------------------------------------- | --- | --- |
| - Adidas, - Coca-Cola, - Emirates - Hyundai–Kia, - Sony - Visa        | \| - Budweiser[97],[98] - Castrol[99] - Continental[100],[101] - Mahindra Satyam[102],[103] - McDonald's[104] \| - MTN Group[105] - Seara Foods[106] - Yingli Solar[107],[108] \| | - BP South Africa - Aggreko - First National Bank - Neo Africa - Passenger Rail Agency of South Africa - Telkom SA |
| - Budweiser, - Castrol - Continental, - Mahindra Satyam, - McDonald's | - MTN Group - Seara Foods - Yingli Solar, | |

### Filmographie
- (en + fr) Blu-Ray officiel de la Coupe du monde de la FIFA, commentaires de Thierry Roland et Rolland Courbis, M6 éditions, 2010.